# Călugăreni, Mureș
Călugăreni, mai demult Michaza, (în maghiară Mikháza, alternativ Mikeháza), este un sat în comuna Eremitu din județul Mureș, Transilvania, România.

## Demografie
Conform datelor recensământului din 2011 număra 618 de locuitori, dintre care 478 maghiari, 107 români, 28 rromi, și 5 de etnie nedeclarată.

## Istoric
La periferia nord-vestică a satului, pe malul sudic al râului Niraj a fost situat castrul roman. În antichitate el se afla pe drumul limes-ului estic dintre castrele Brâncovenești în nord și Sărățeni în sud-est. Folosind un lanț de turnuri de observare și exploatând barierele naturale ale munților de lângă Gurghiu și subcarpații Târnavei Mici, garnizoana avea sarcina de a asigura valea superioară a Nirajului și valea Săcădat prin care drumurile folosite din vremurile preromane conduceau în Barbaricum.
Pe Harta Iosefină a Transilvaniei din 1769-1773 (Sectio 129), localitatea a apărut sub numele de „Mikháza”.

## Obiective turistice

### Cimitirul și capela
În cimitirul local se găsește capela romano-catolică construită din lemn în secolul al XVIII-lea. Cimitirul este renumit pentru poarta secuiască de la intrare, colecția semnificativă de monumente funerare vechi și teiul secular de lângă Capela Sfântul Ioan Botezătorul.

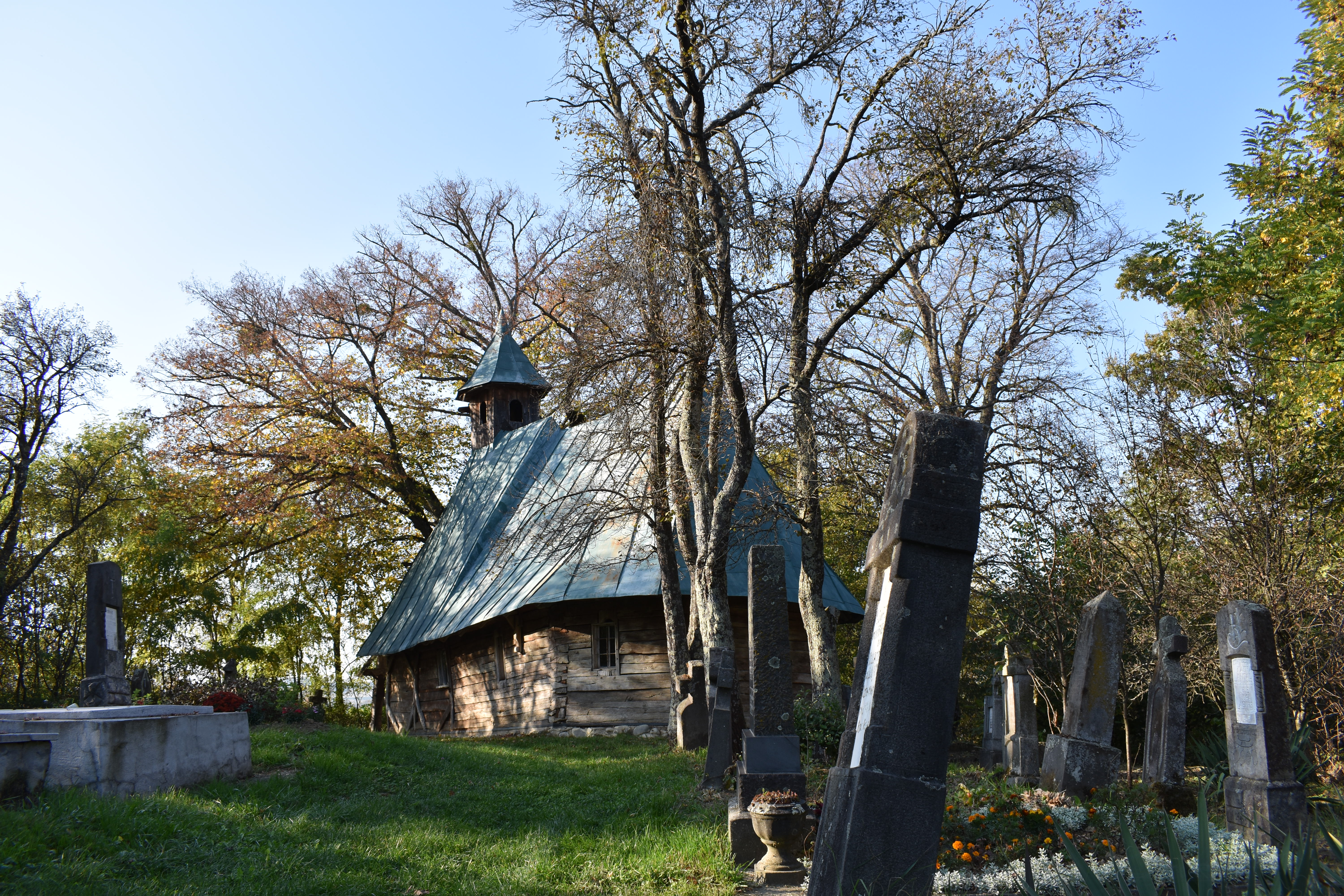
Capela din cimitir
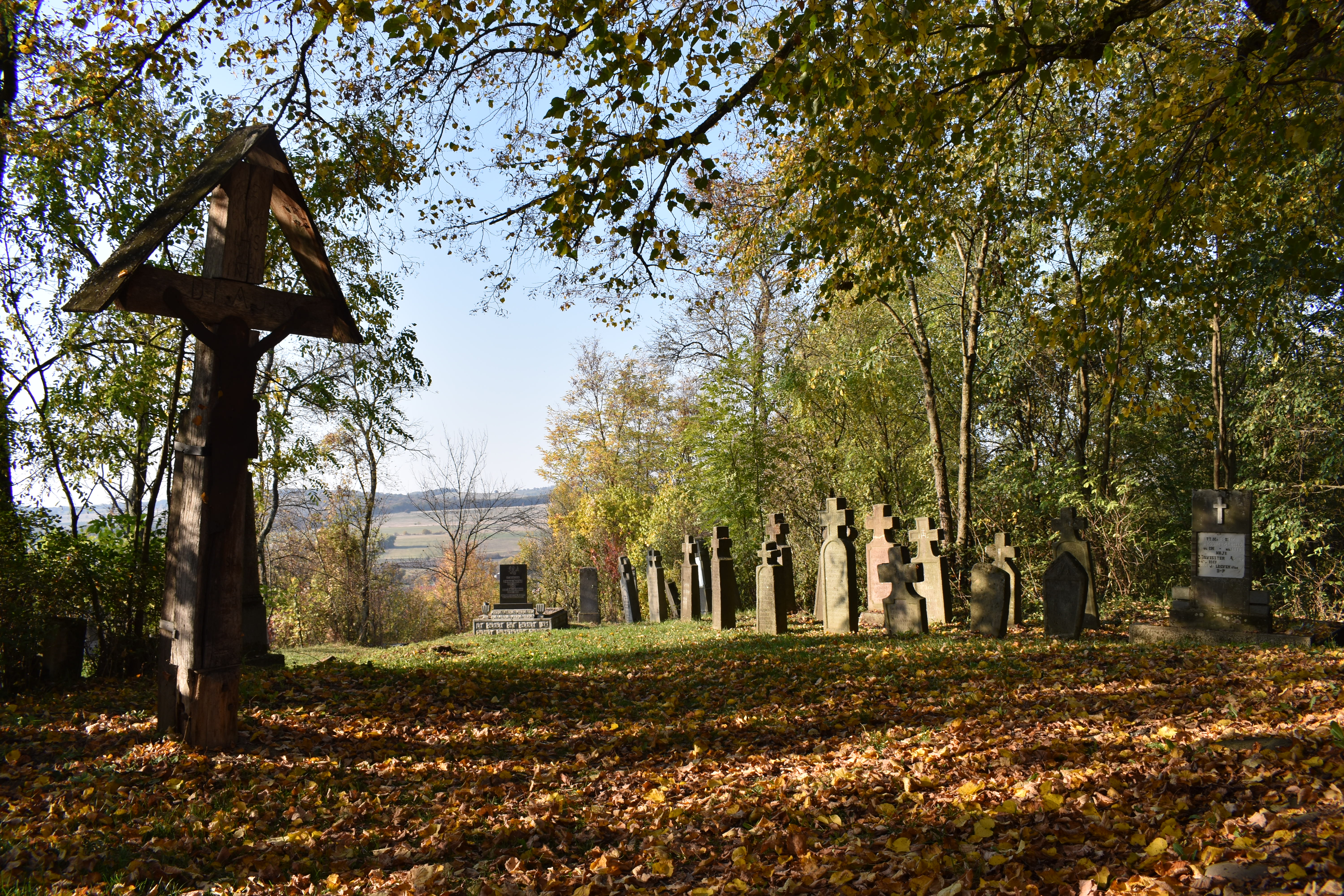
Monumente funerare
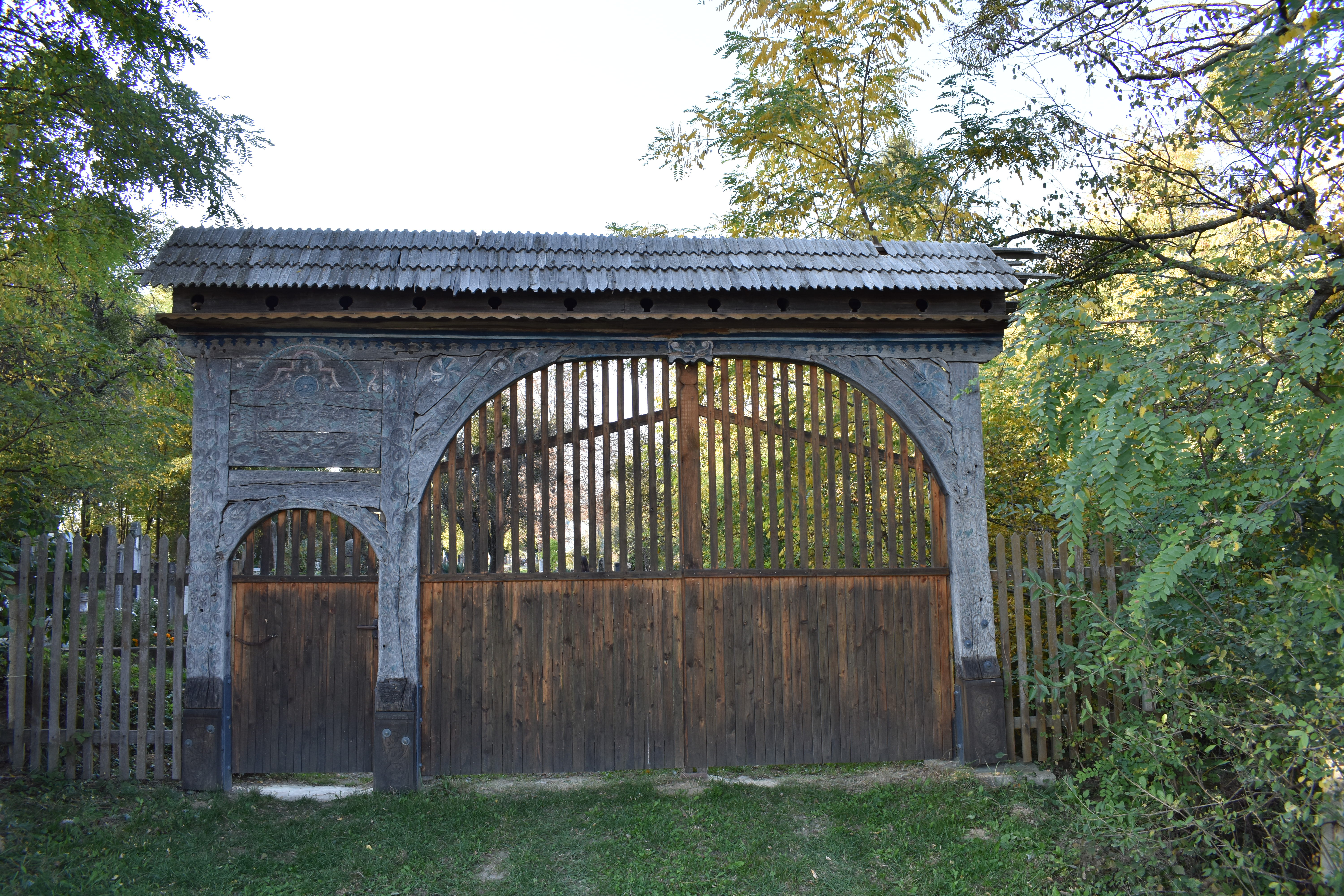
Poarta cimitirului

### Mănăstirea franciscană
Mănăstirea franciscană, ridicată inițial la poalele dealului, în stânga scărilor acoperite, a fost atestată în 1298 într-un document emis de papa Bonifaciu al VIII-lea, care a acordat indulgențe celor care o vizitează. O nouă eră în viața mănăstirii a început odată cu numirea lui Ioan Căianu ca părinte-stareț. El a ordonat, în anul 1666, demolarea mănăstirii de atunci, iar în locul aceleia a început construcția clădirii din piatră, care există și astăzi. De numele călugărului umanist se leagă diferite realizări dintre care Codexul Caioni se înalță cel mai mult ca valoare. 
După 1948, a conventul franciscan fost desființată de autorități, în clădirea mănăstirii s-a amenajat un centru de recuperare neuropsihiatrică, dar biserica care poartă hramul regelui Sfântul Ștefan nu a fost naționalizat și se poate vizita. 

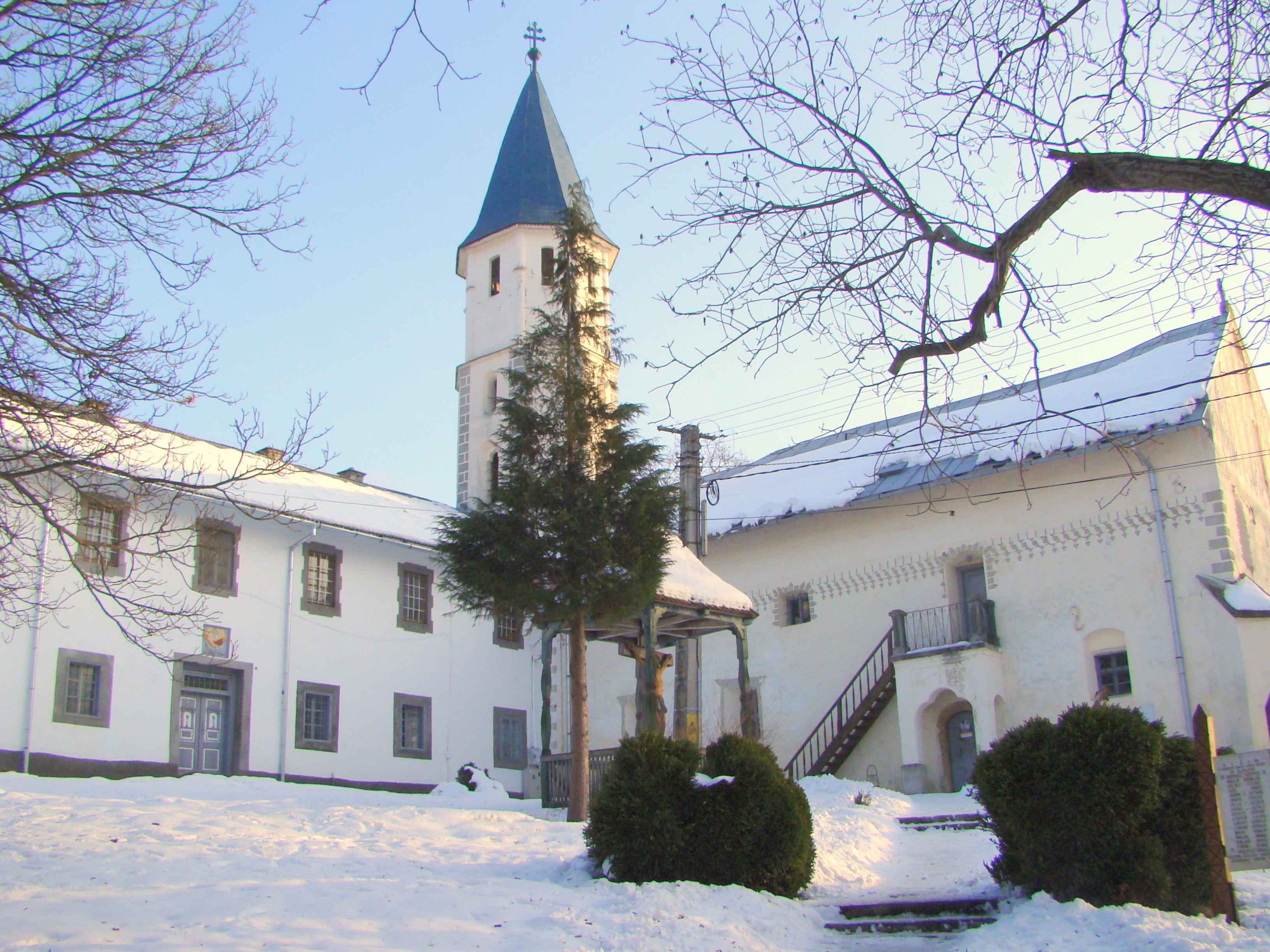
Mănăstirea și biserica romano-catolică
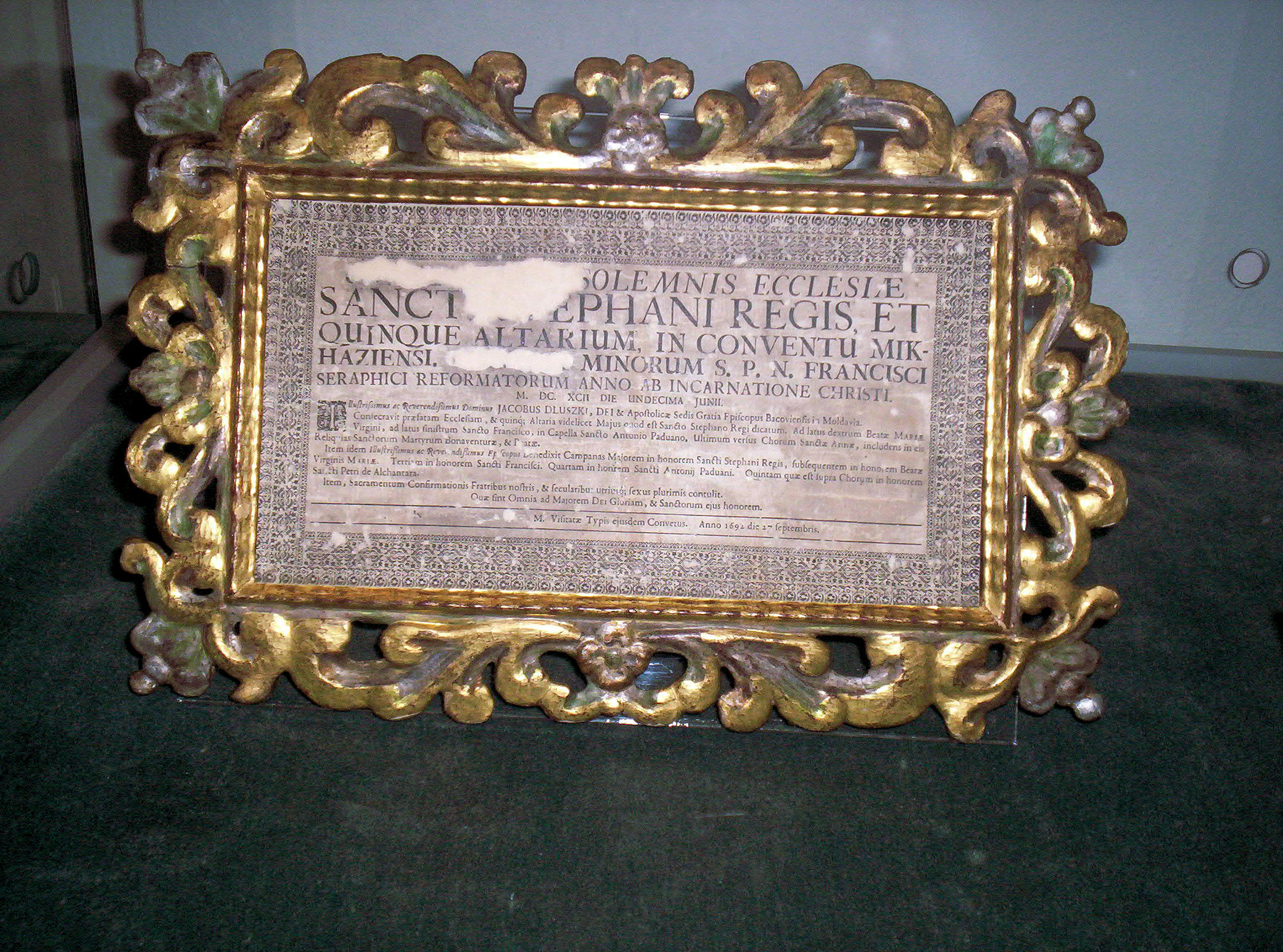
Document eliberat cu ocazia sfințirii bisericii franciscane
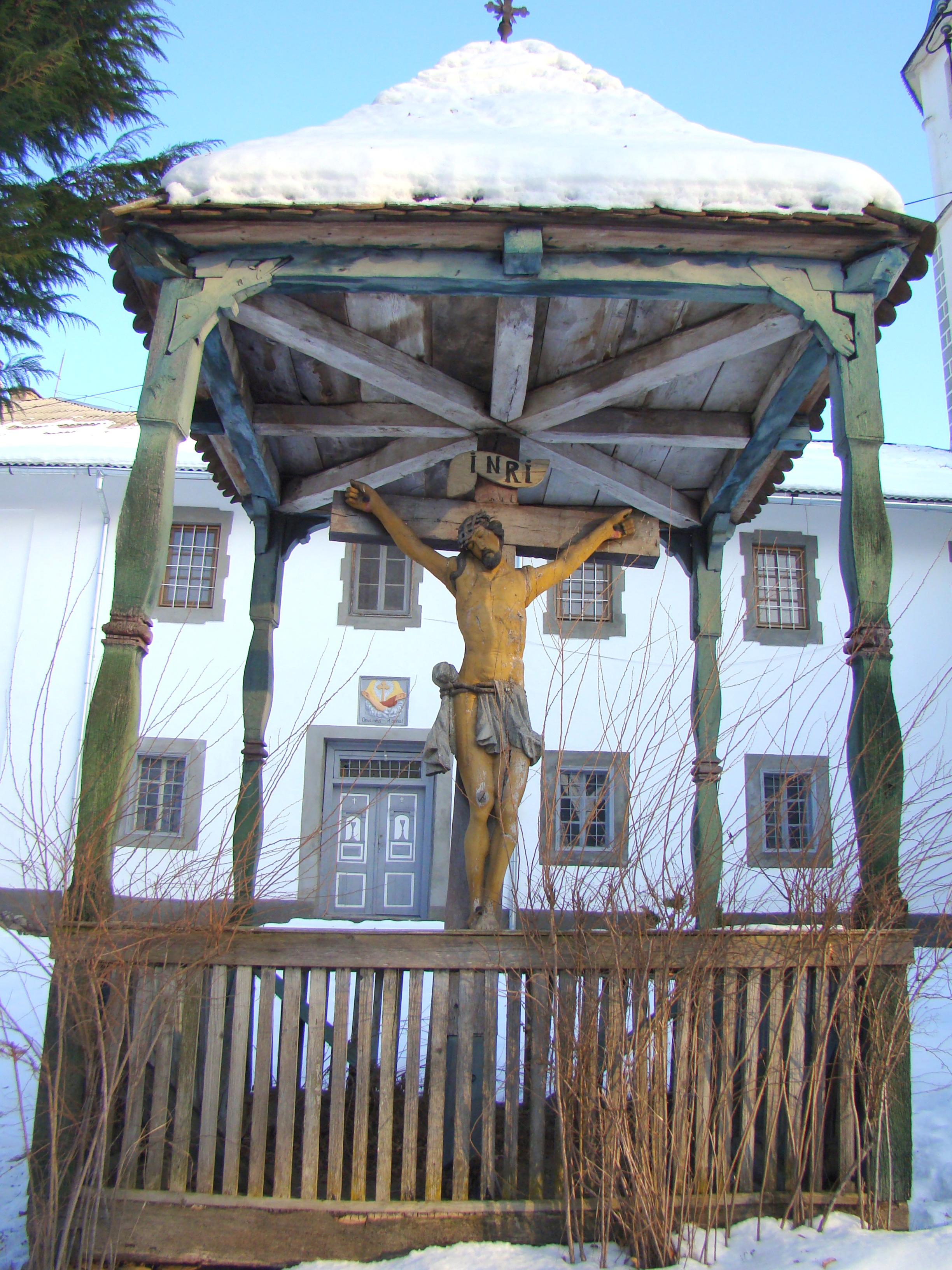
Crucea din grădina mănăstirii
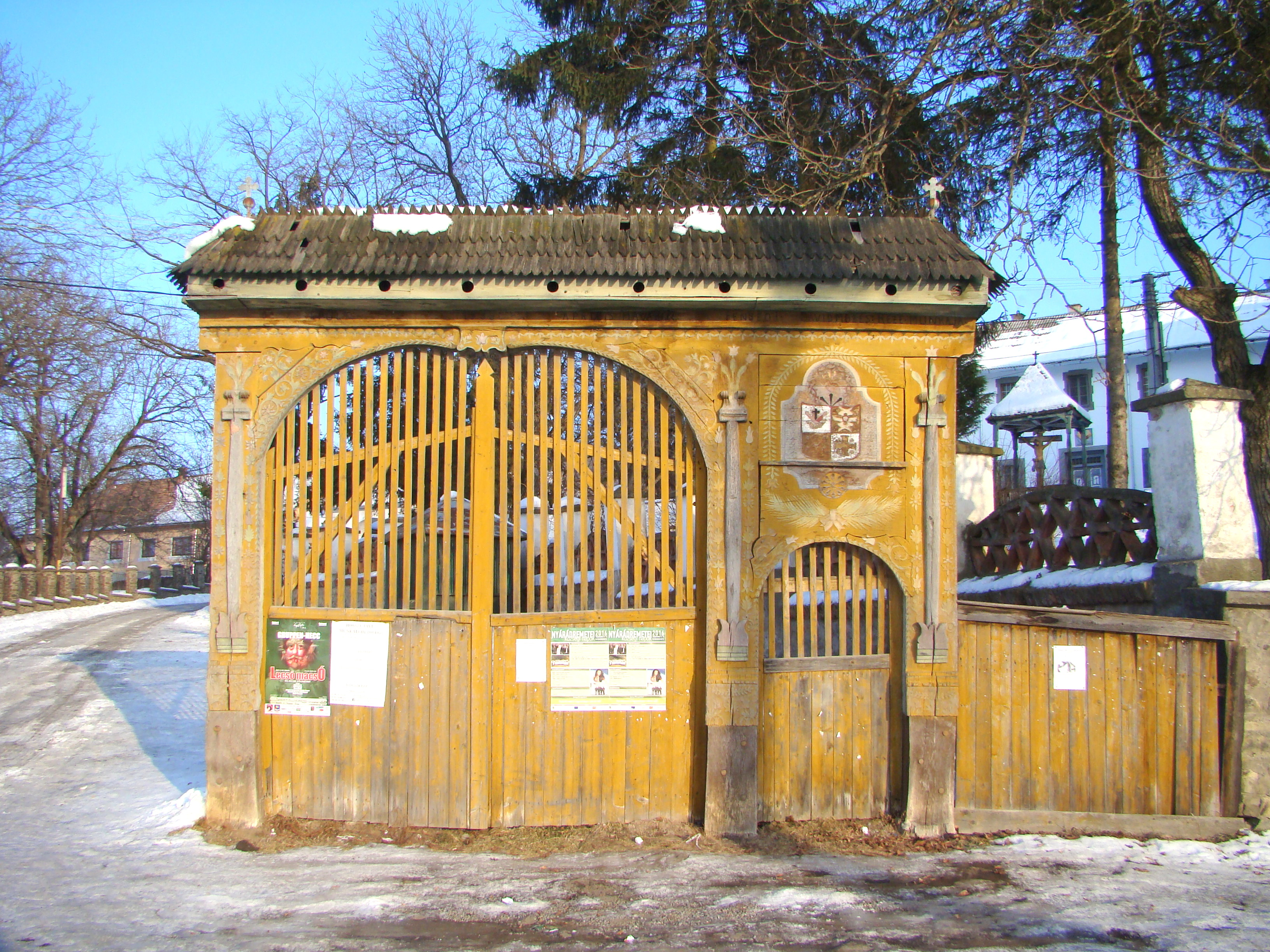
Poarta bisericii

### Parcul Arheologic

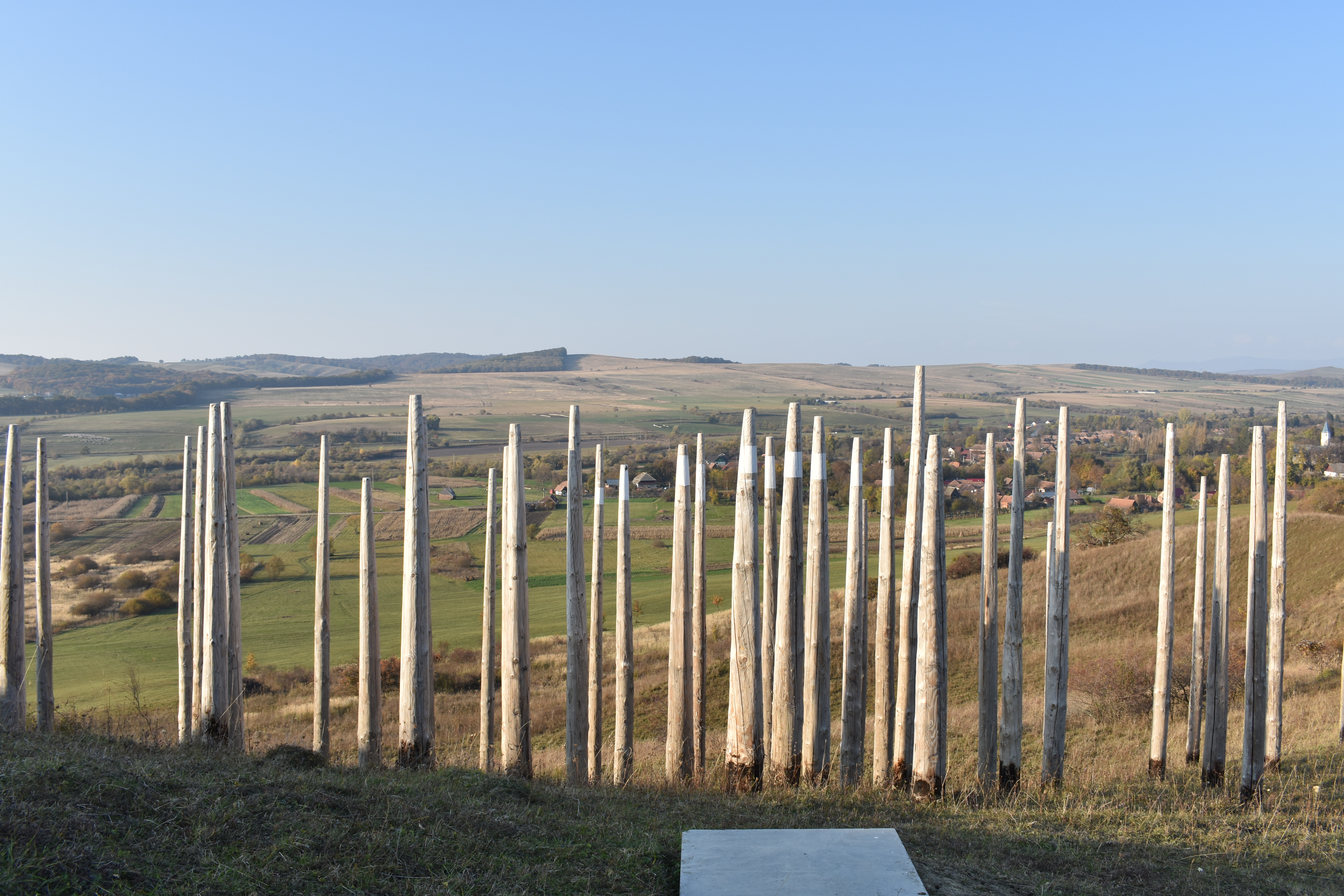
Priveliștea spre stitul roman și valea Nirajului

Pe o câmpie de pe malul Nirajului, unde în antichitate trecea drumul limes-ului estic, se afla castrul și vicus-ul roman. Folosind un lanț de turnuri de observare și exploatând barierele naturale ale munților de lângă Gurghiu și subcarpații Târnavei Mici, garnizoana avea sarcina de a asigura valea superioară a Nirajului și valea Săcădat prin care drumurile folosite din vremurile preromane conduceau în Barbaricum. În anul 2015, prin cooperarea dintre autoritățile locale și regionale, a fost posibilă încetarea utilizării agricole pe câteva hectare de teren agricol și demararea proiectării unui parc arheologic sub conducerea Muzeului Județean Mureș. 
În cadrul acestui proiect au fost inagurate în 2016 două clădiri de lemn sub denumirea de Pavilioane „Time Box” care găzduiesc o expoziție permanentă prezentând diferite aspecte ale vieții de pe granița romană. Spațiul neconvențional al pavilioanelor, amplasate la marginea satului, atrage atenția vizitatorilor, dar dranița folosită pentru acoperiș și trei dintre fațade se integrează mai ușor în peisajul rustic al satului.
A fost realizată un terasament cu priveliștea spre valea Nirajului sub denumirea de Belvederea „Busolă” (în maghiară Tájoló-kilátó) fiind situată pe un deal în apropierea sitului arheologic. Aceasta este compusă dintr-o serie de stâlpi de lemn poziționați aparent întâmplător, însă atunci când un vizitator se află într-un anumit punct și se uită la acești stâlpi, va vedea conturul castrului roman și extinderea așezării antice. Acest loc servește, de asemenea, ca un punct extraordinar pentru a aprecia peisajul cultural al sitului și pentru a înțelege mai bine motivul pentru care romanii au ales acest punct pentru a-și construi castrul.
În 2018 și 2019, Muzeul Județean Mureș a cumpărat două gospodării tradiționale din sat care aparținea familiei Ángi, situate în zona castrului roman. Acestea au fost renovate și adaptate cerințelor moderne, respectând structura lor originală. Casele sunt dotate în principal cu mobilier tradițional tipic regiunii, majoritatea fiind achiziționate de la proprietarii lor originali. Totodată, în cadrul proiectului au fost amplasate în sat panouri de informare. 

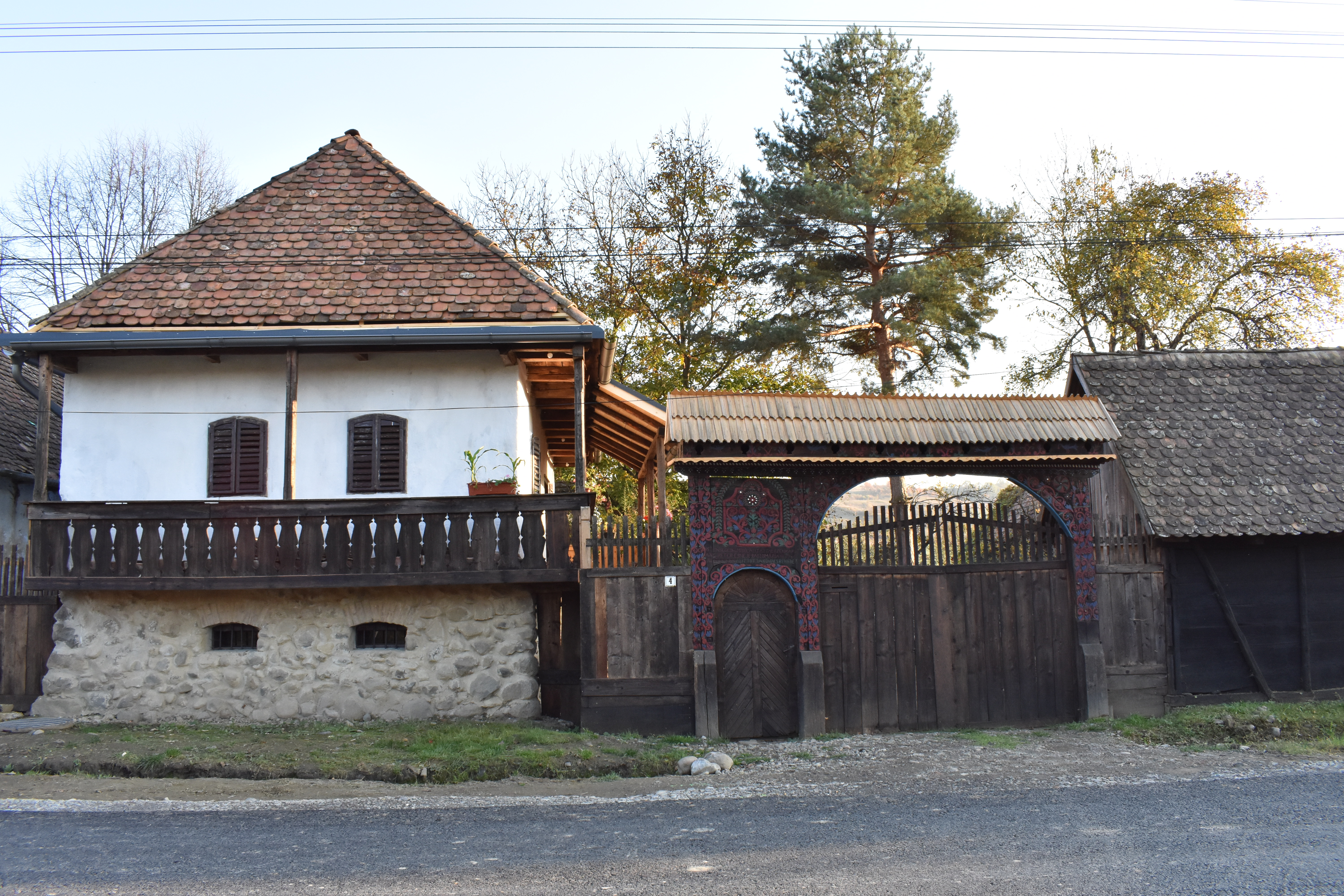
Casa „Ángi” lângă castru
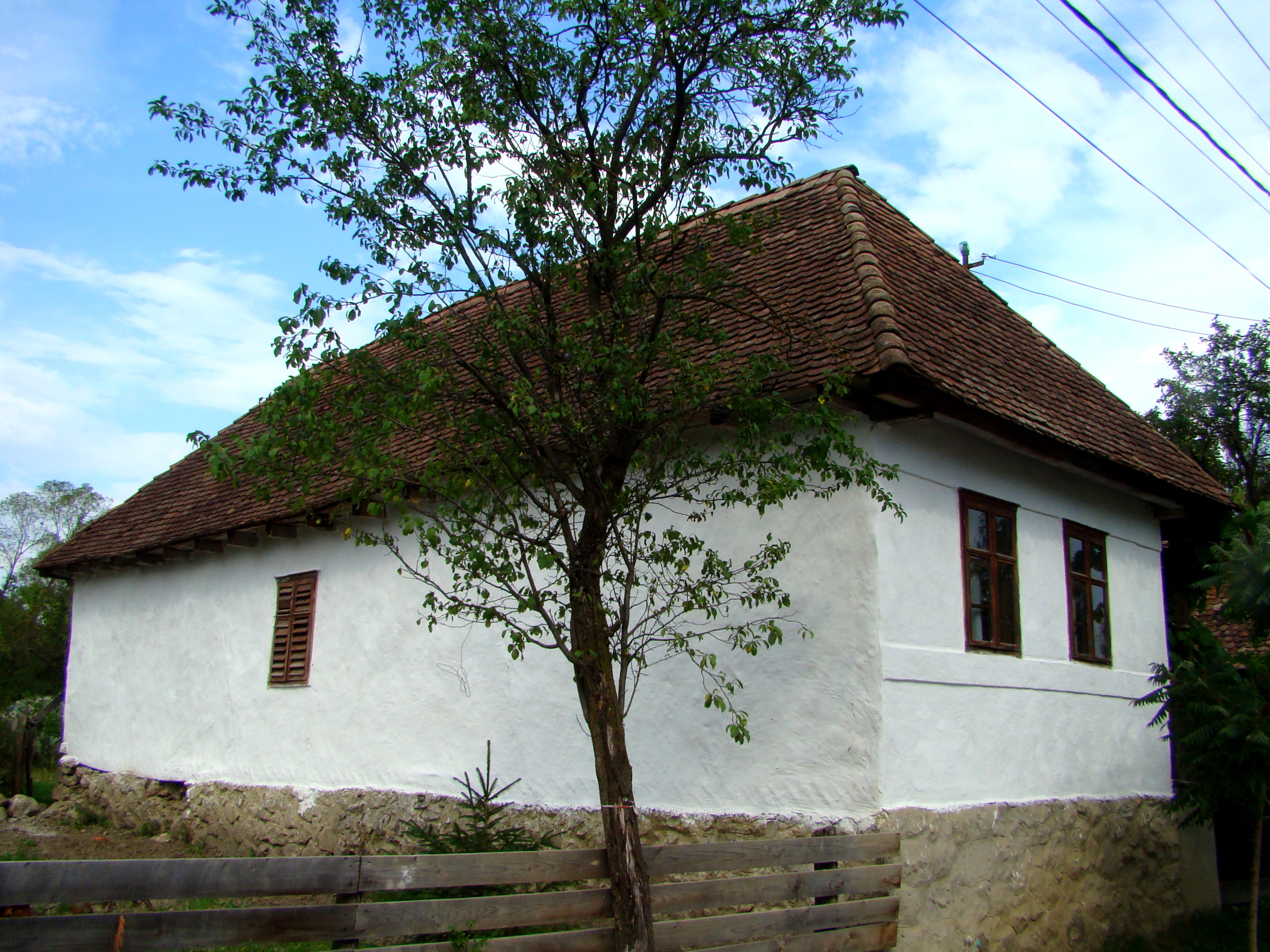
Casă tradițională lângă situl roman

### Teatrul Șură
Teatrul Șură a pornit în 2002 ca o mișcare inițiată de oameni de cultură din Târgu Mureș cu scopul de aduce teatrul mai aproape pentru oamenii satului. Numele a primit de la șura unde sunt ținute în timp de vară spectacolele de teatru, dans și muzică populară care a fost lărgit prin construirea unei anexe acoperite pentru spectatori. Prin acest festival cultural tradiția teatrului din Călugăreni începută de elevii școlii călugărilor franciscane prin regizarea de spectacole mai ales cu teme religioase este continuată după o pauză mai lungă.

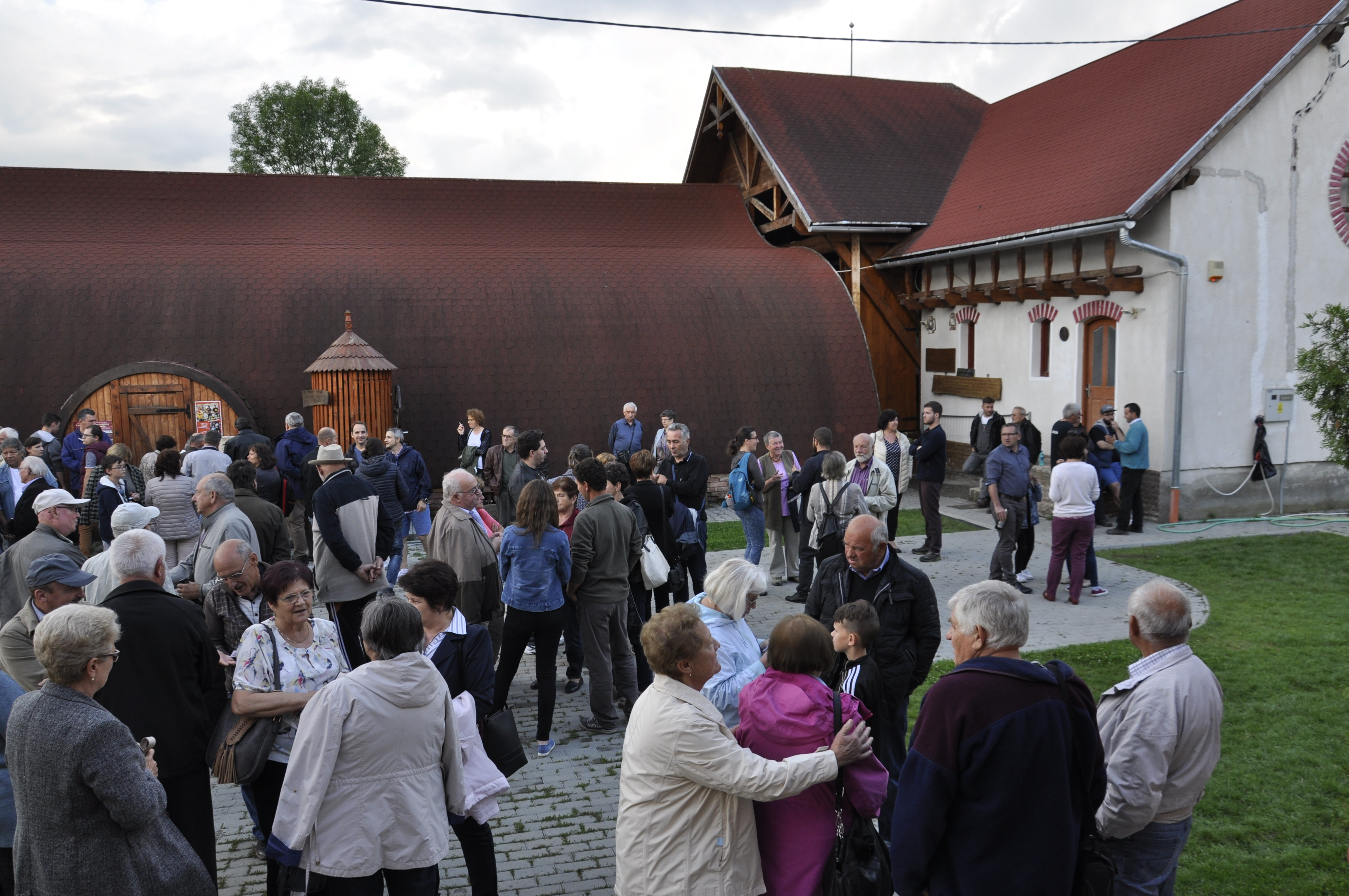
Teatrul Șură
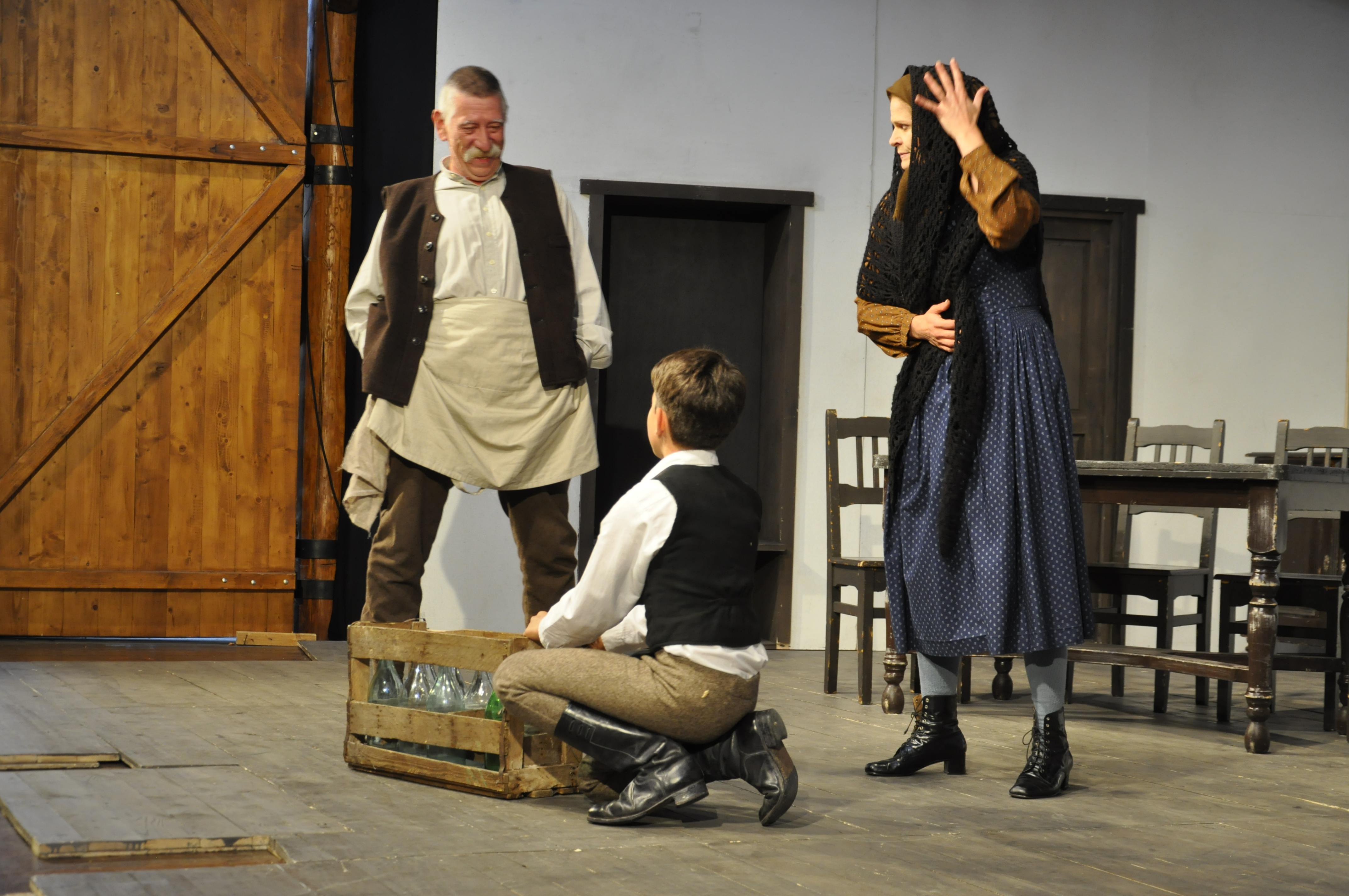
Curcubeu înșelător de Áron Tamási

## Personalități
- Aici a trăit și a lucrat Ioan Căianu călugăr franciscan renumit pentru Codexul Caioni, constructor și reparator de orgi, culegător de folclor, gânditor de anvergură renascentistă în plină epocă a barocului
- Aici s-a născut în 1901 Sándor Kacsó un scriitor, publicist, eseist și jurnalist din România
- Aici s-a născut în 1905 Gergely Lokodi călugăr franciscan, dascăl
- Aici s-a născut în 1932 Sándor Széllyes folclorist renumit, din 2012 Teatrul Șură poartă numele lui[6]

## Imagini

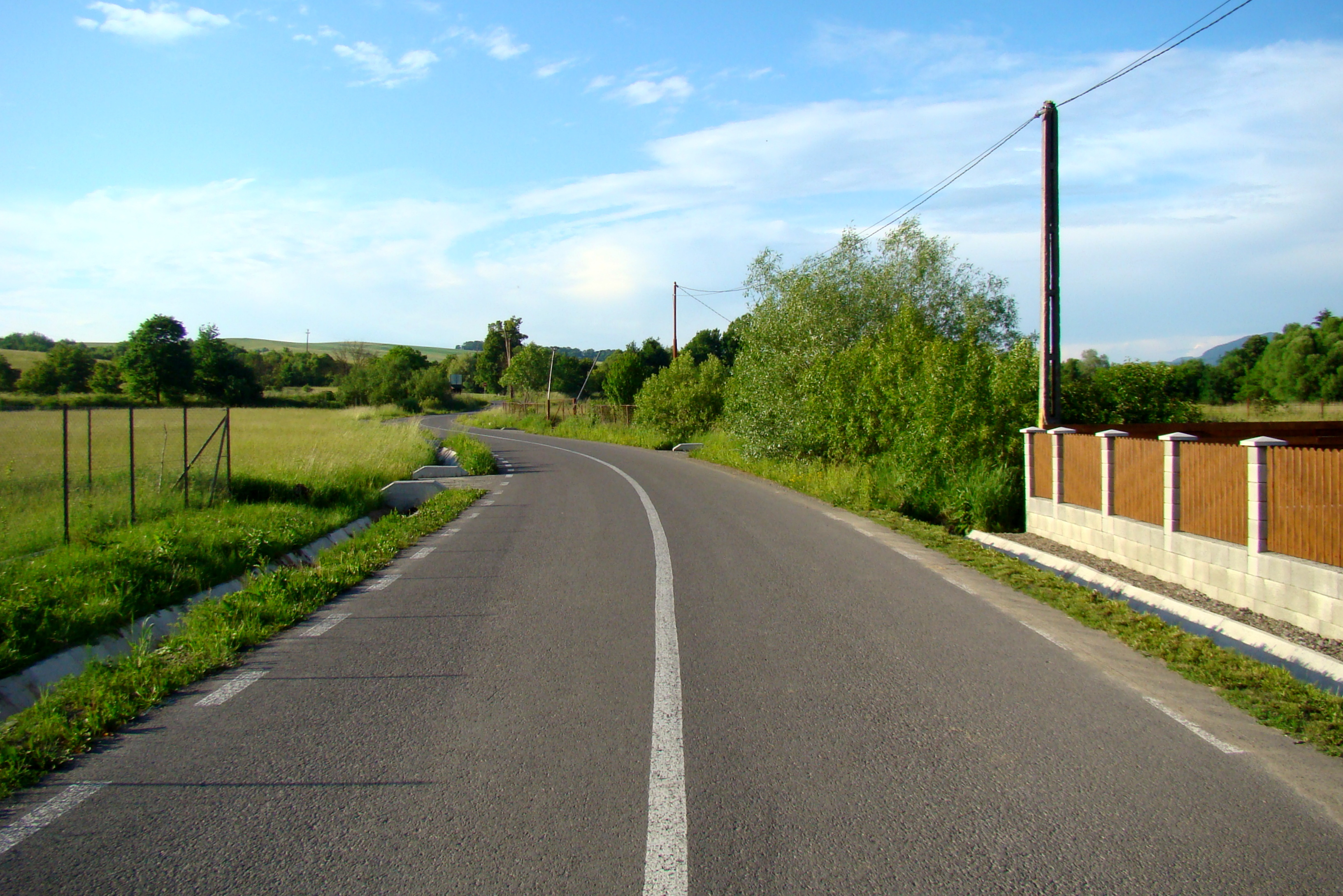
Drumul comunal spre satul Călugăreni
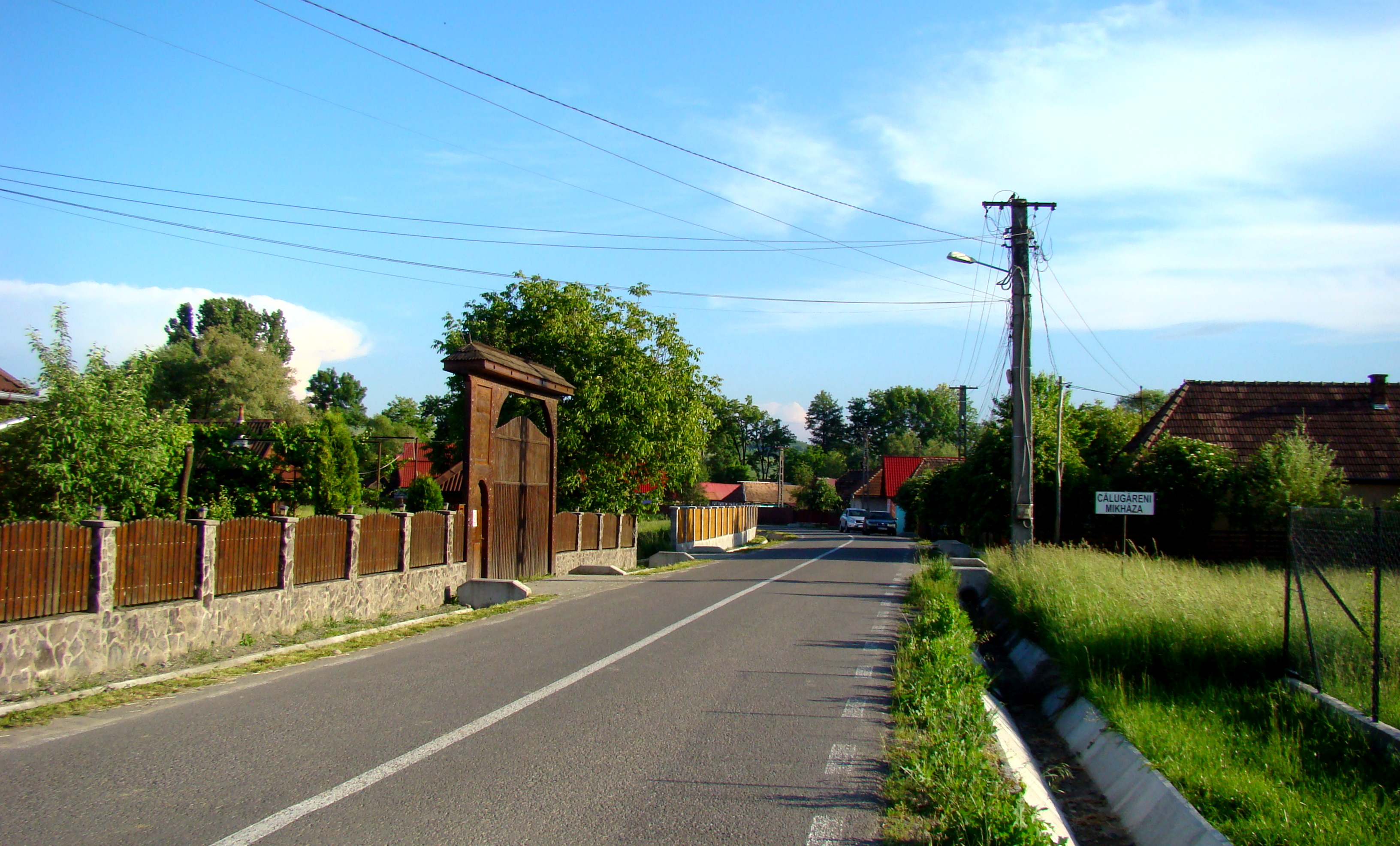
Intrarea în localitate
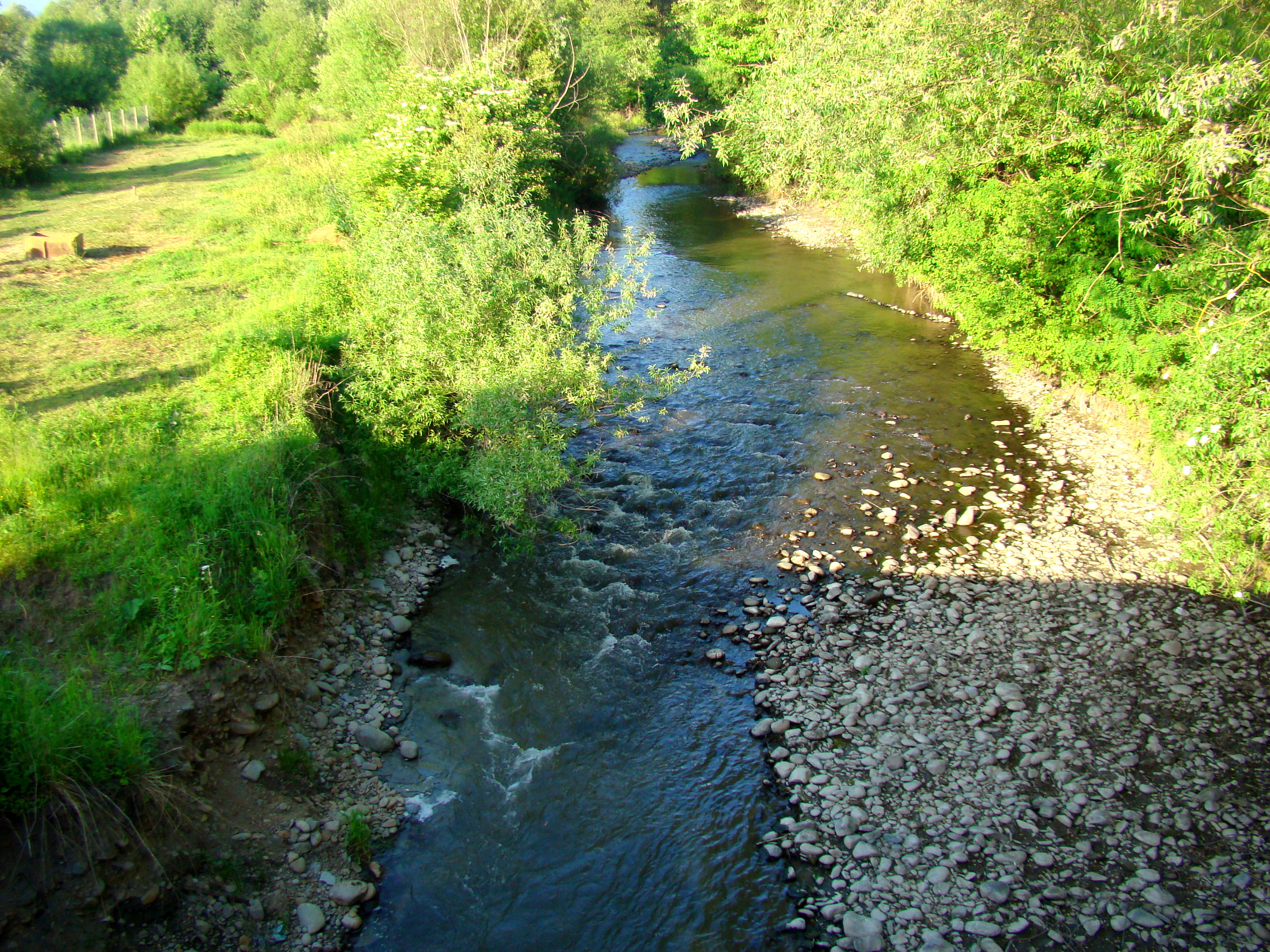
Râul Călugăreni
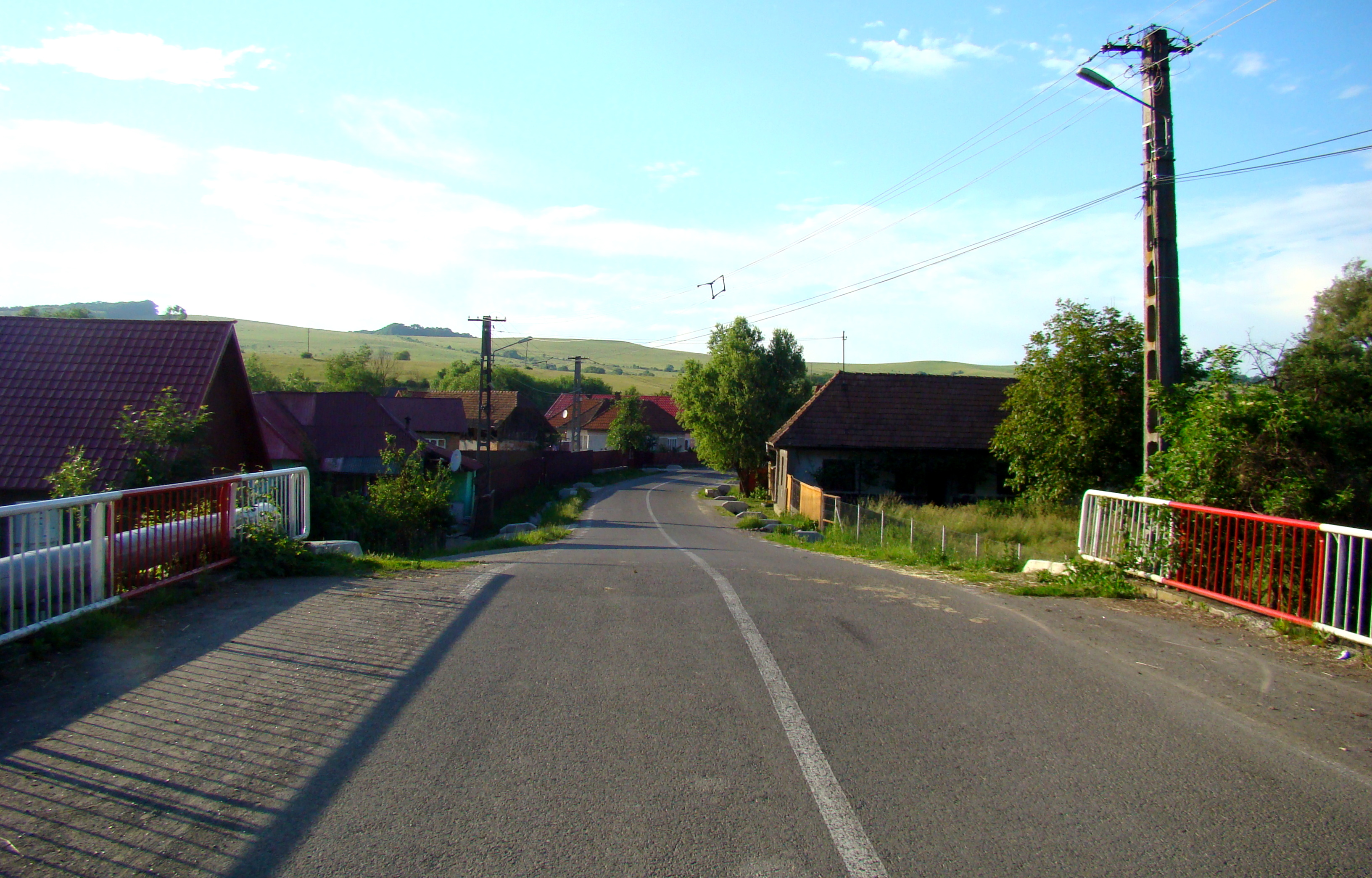
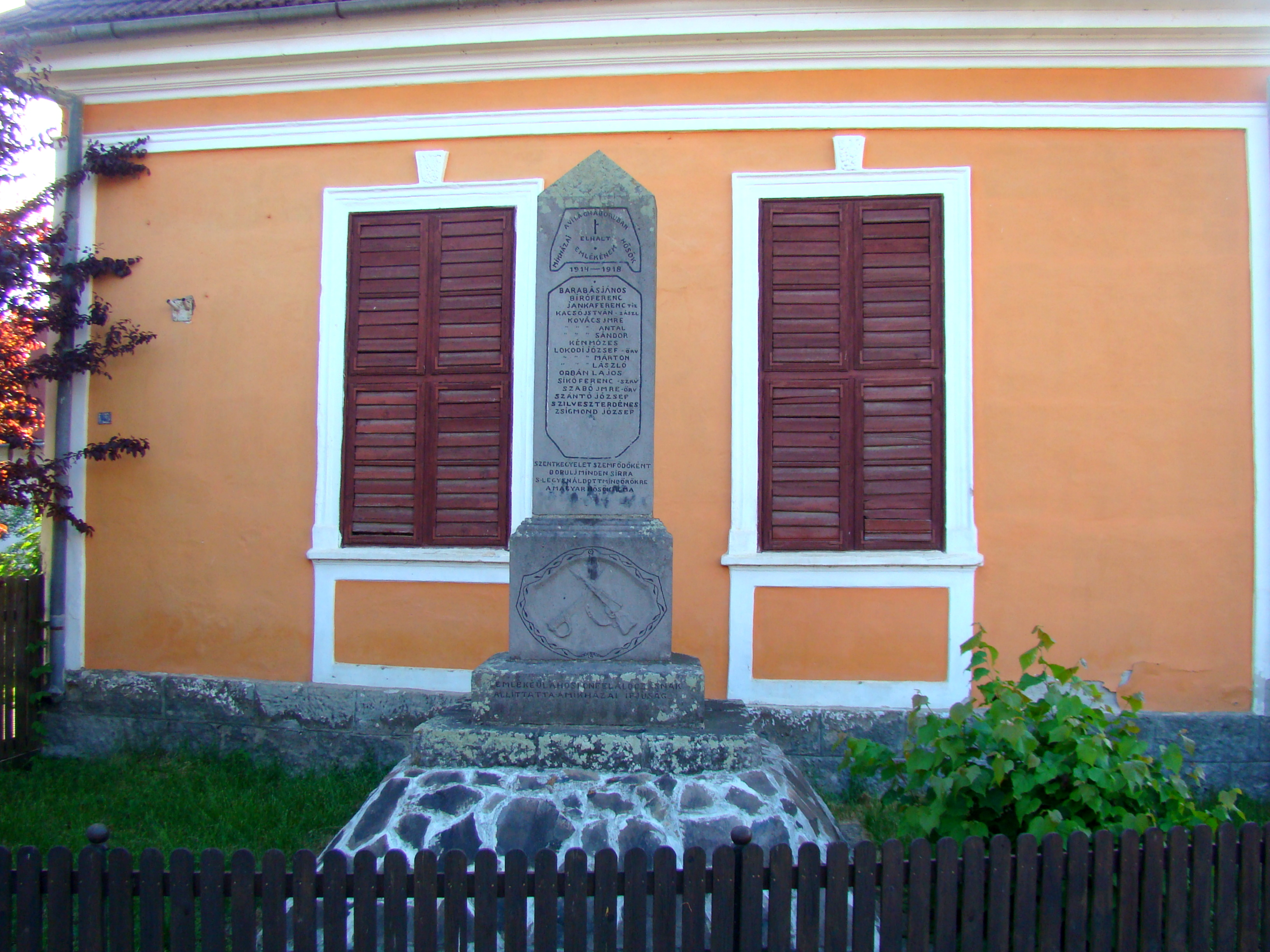
Monumentul Eroilor
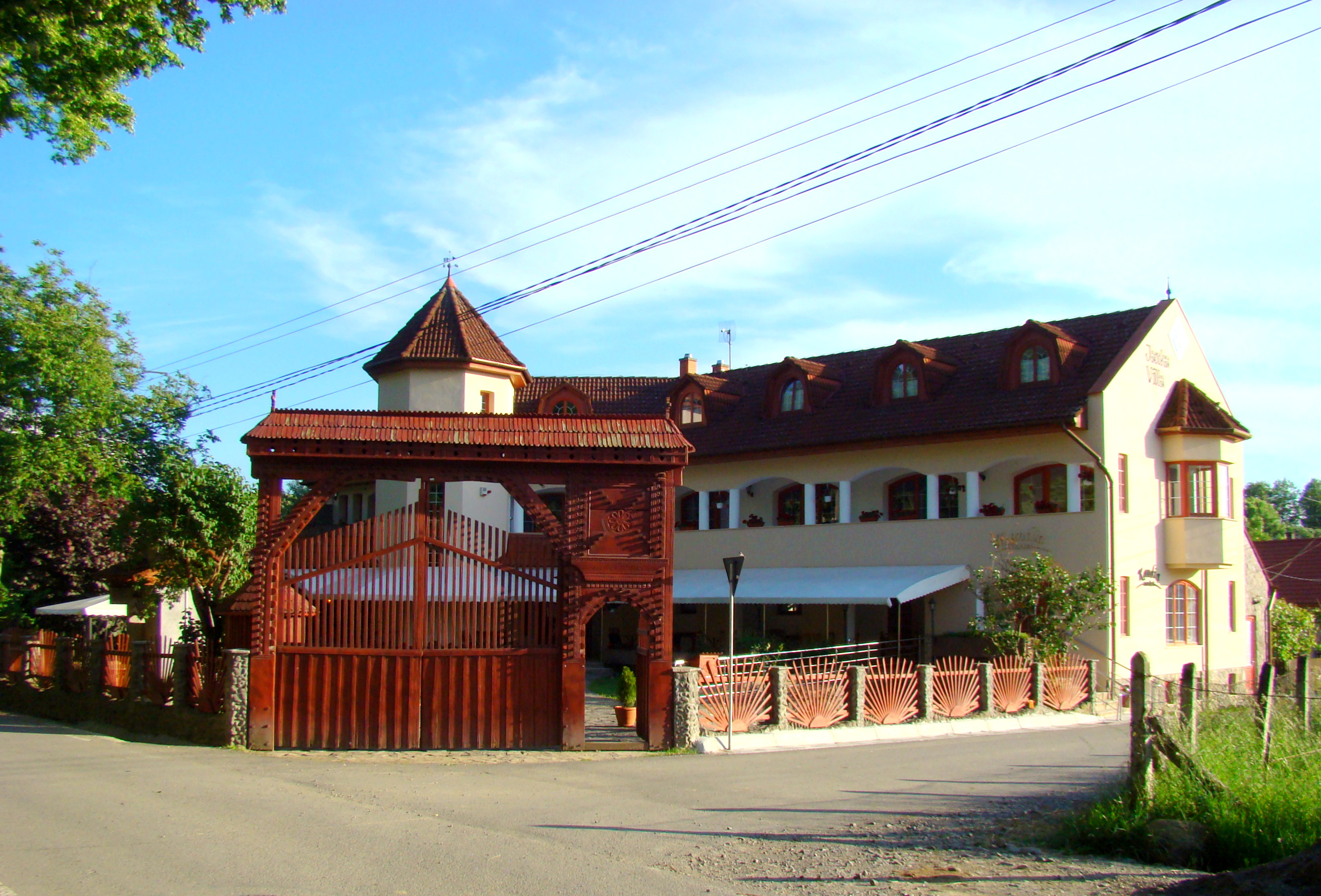
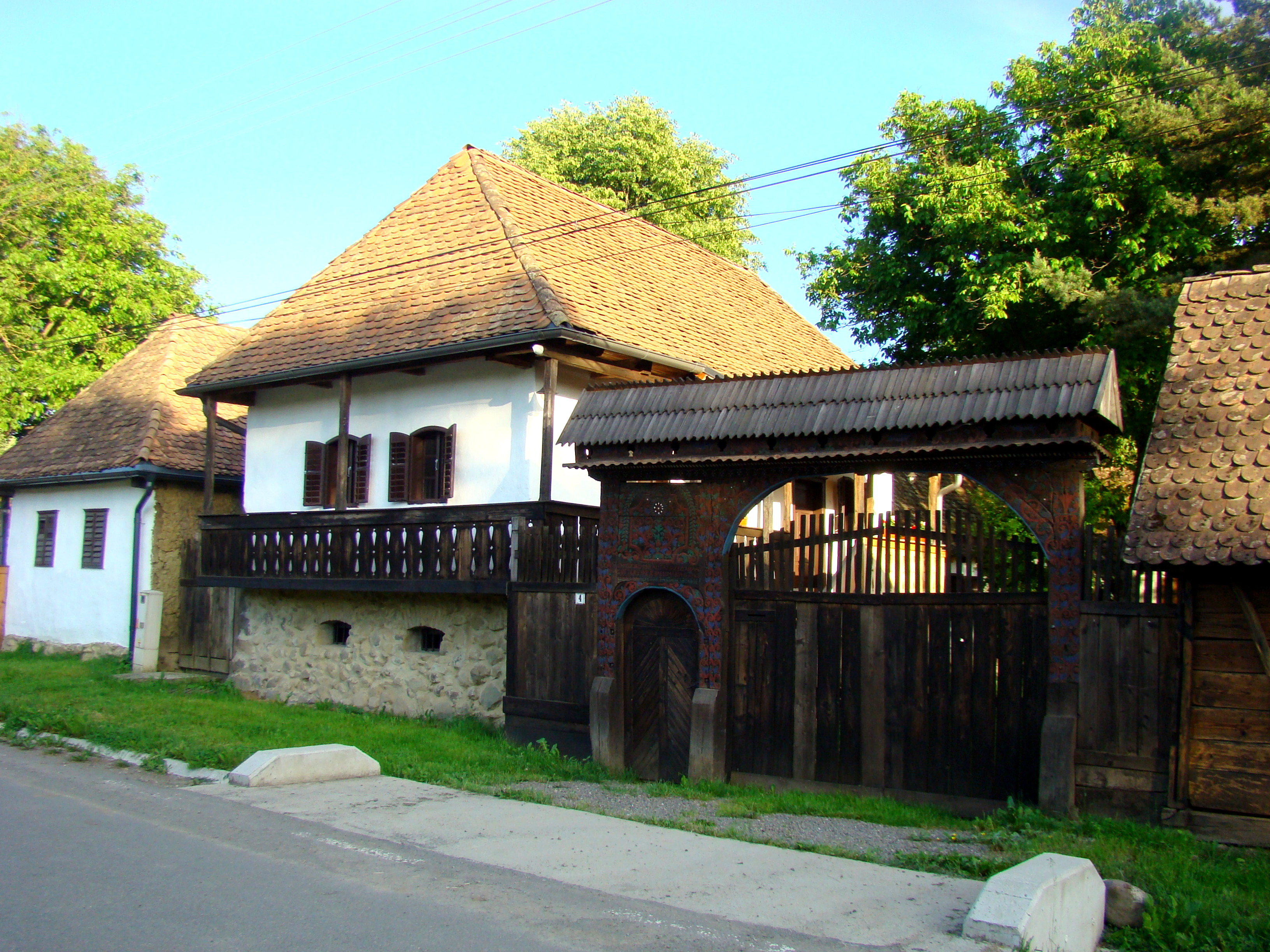
Casa familiei Angi (în prezent sediul Centrului de Cercetare al Limesului Roman)
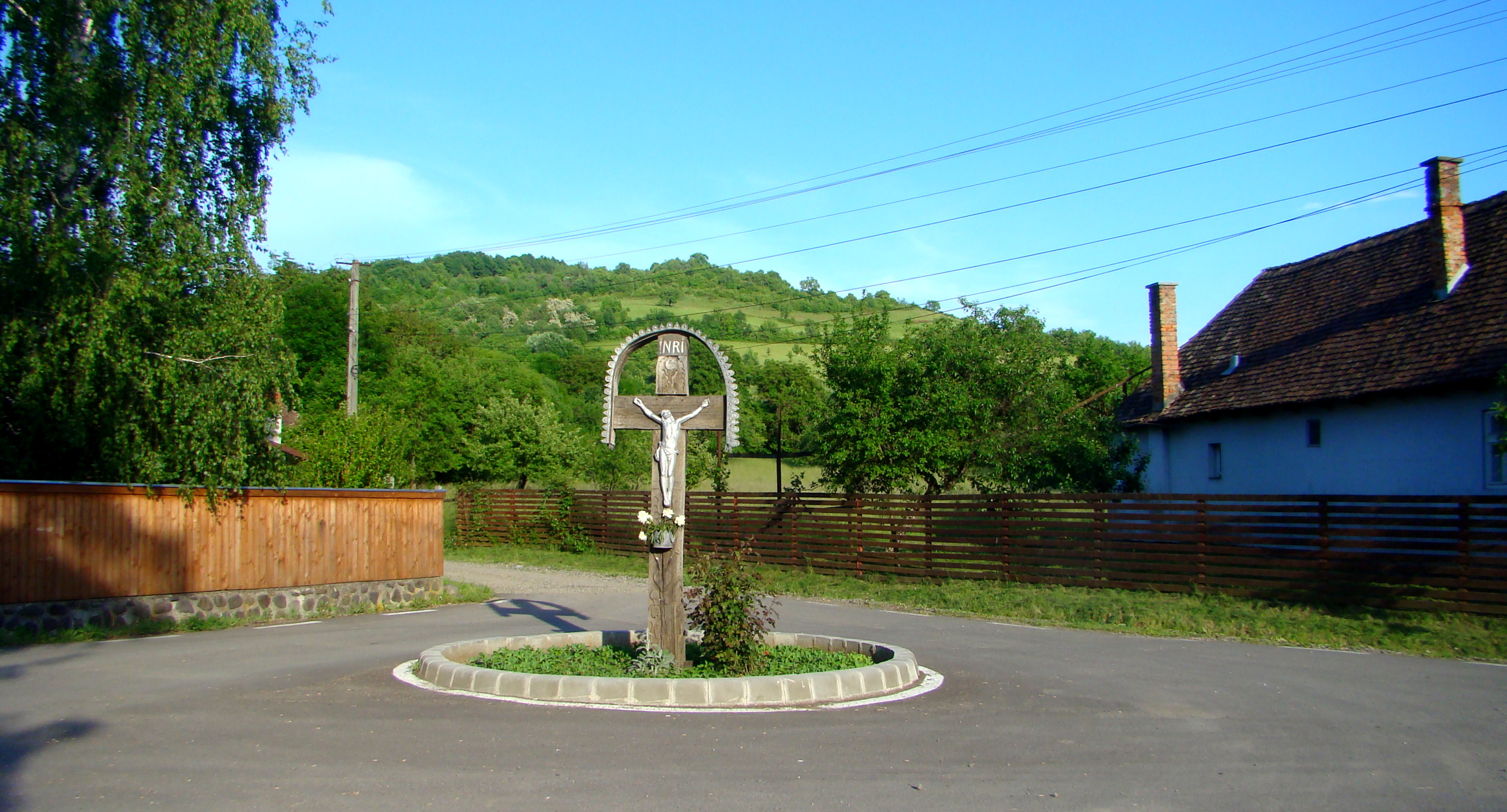
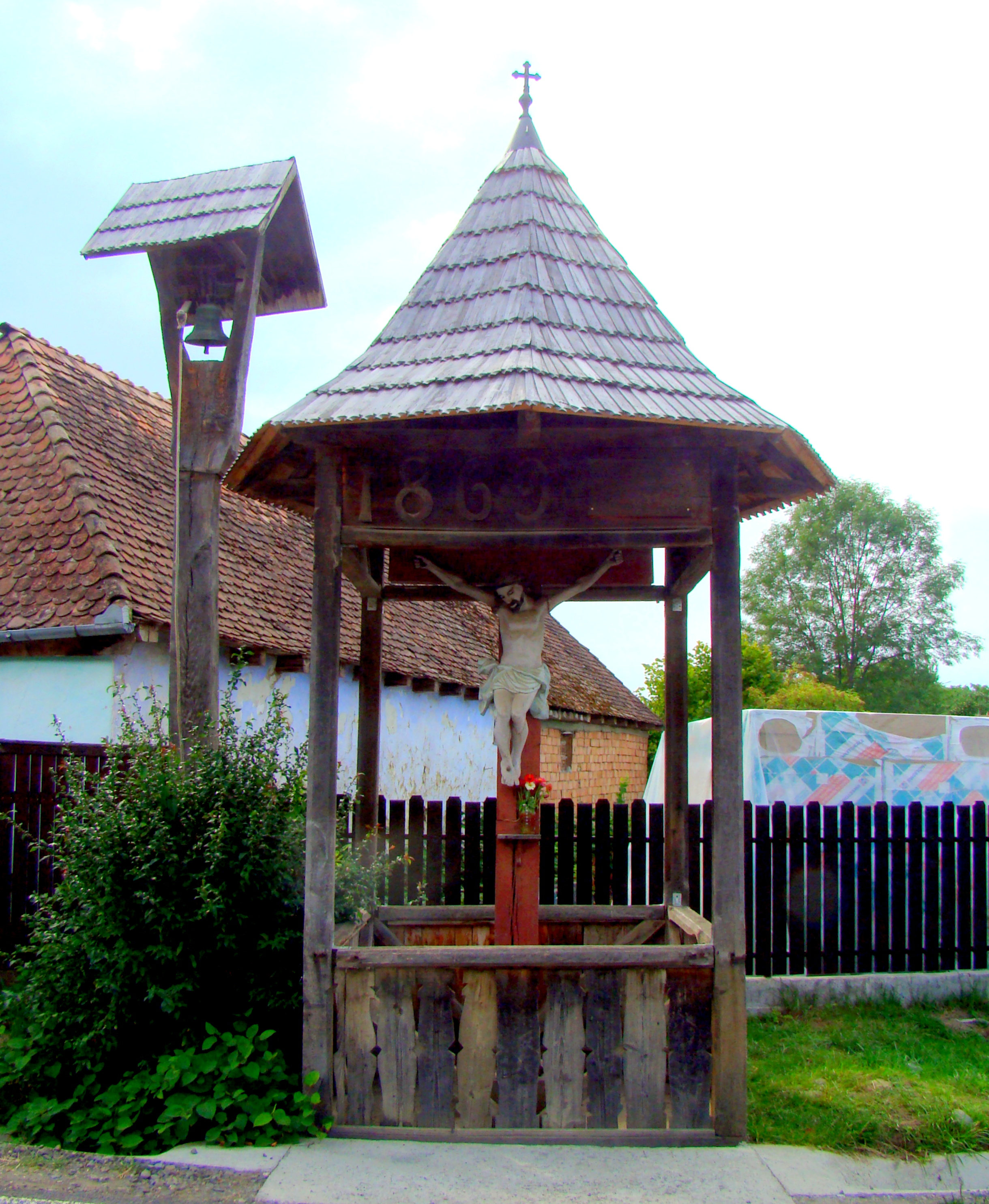
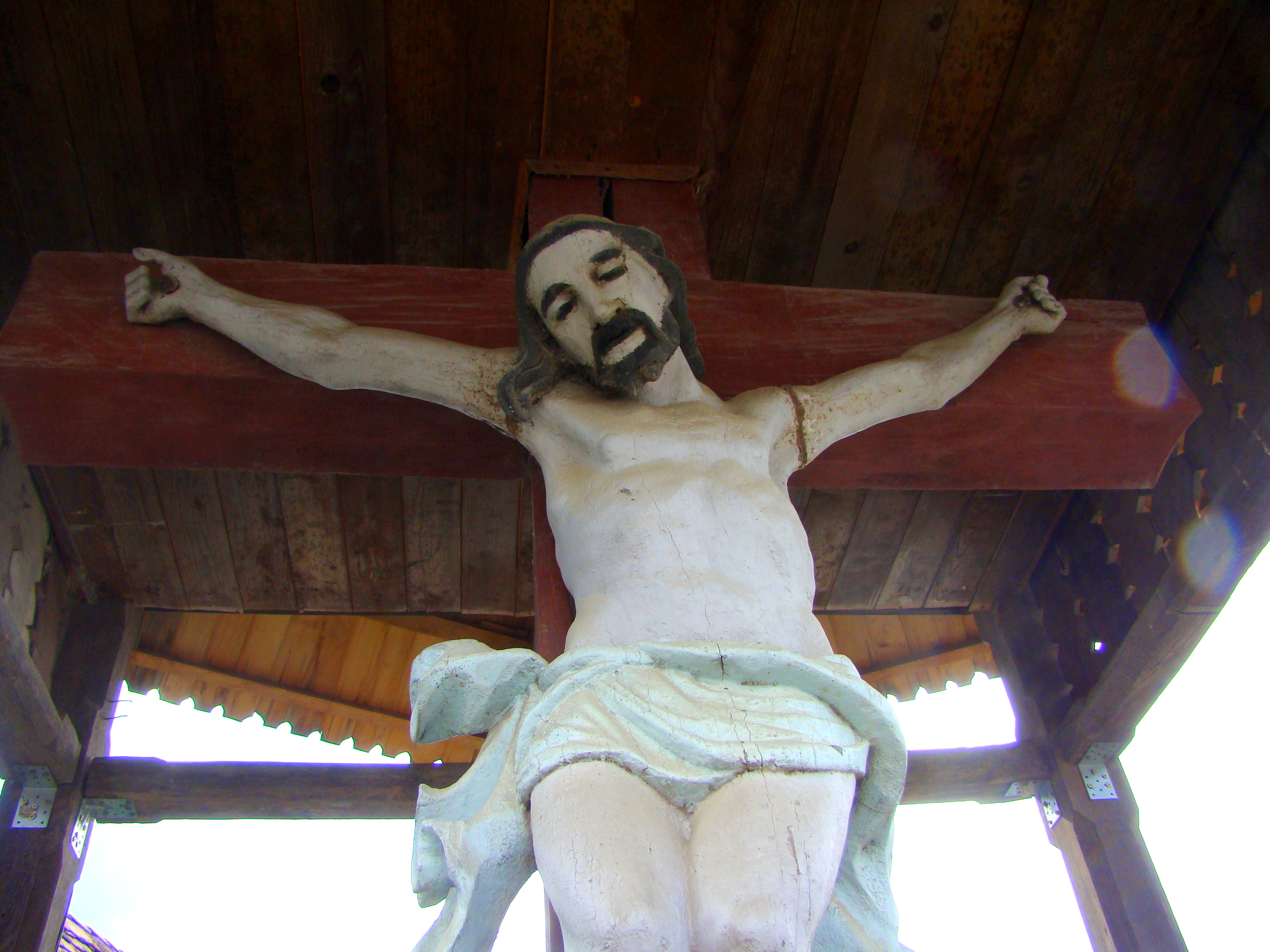
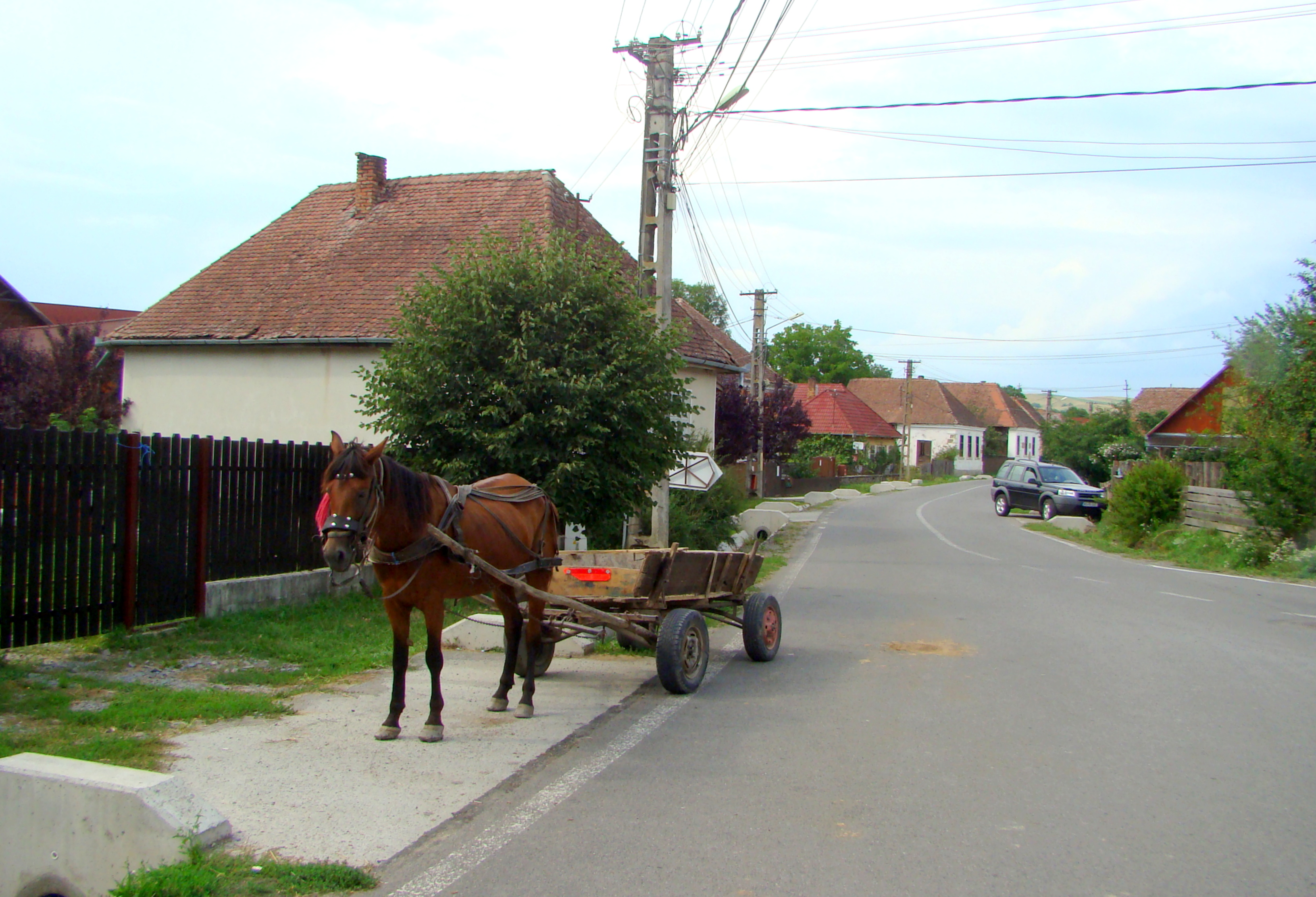
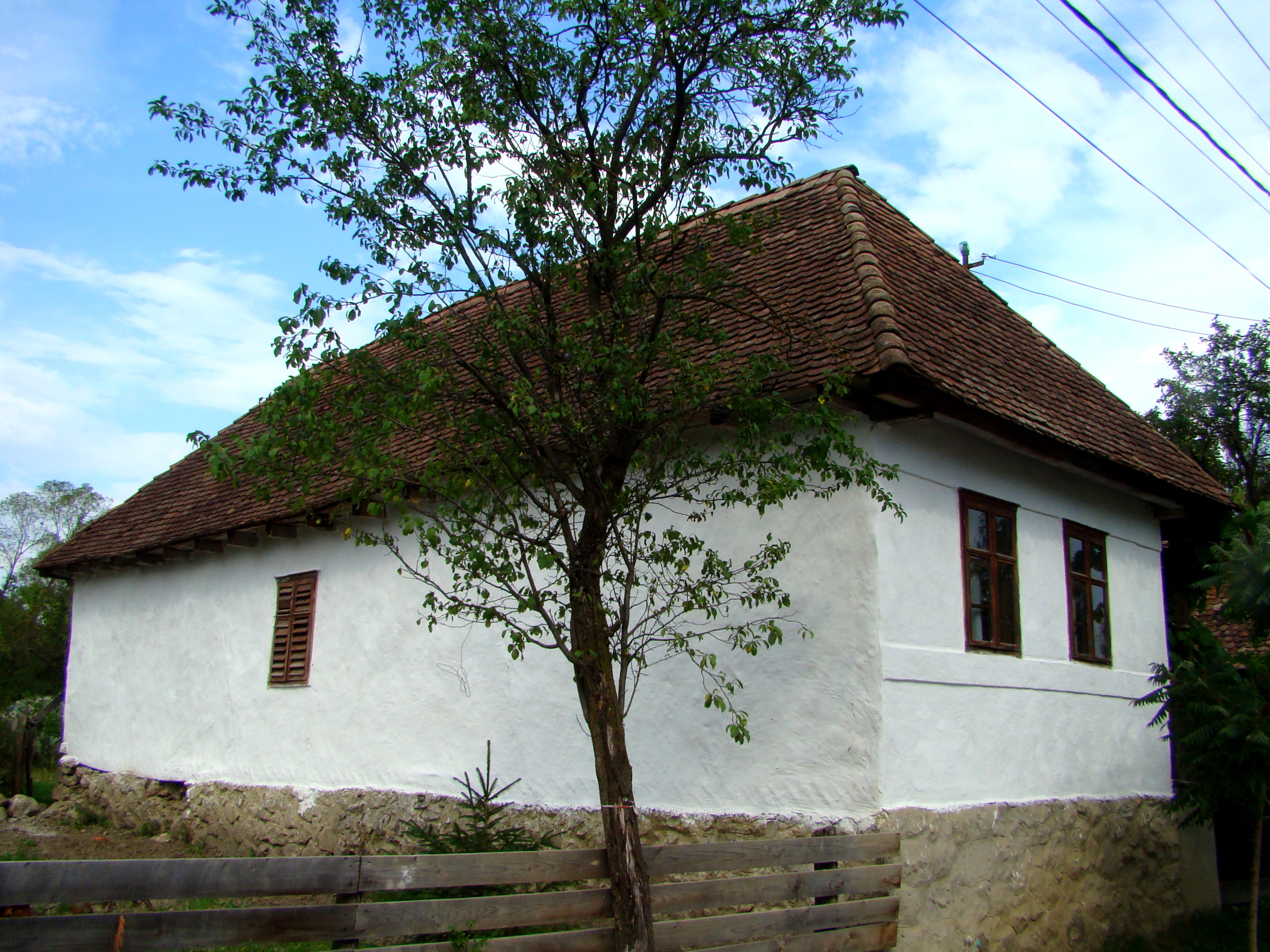
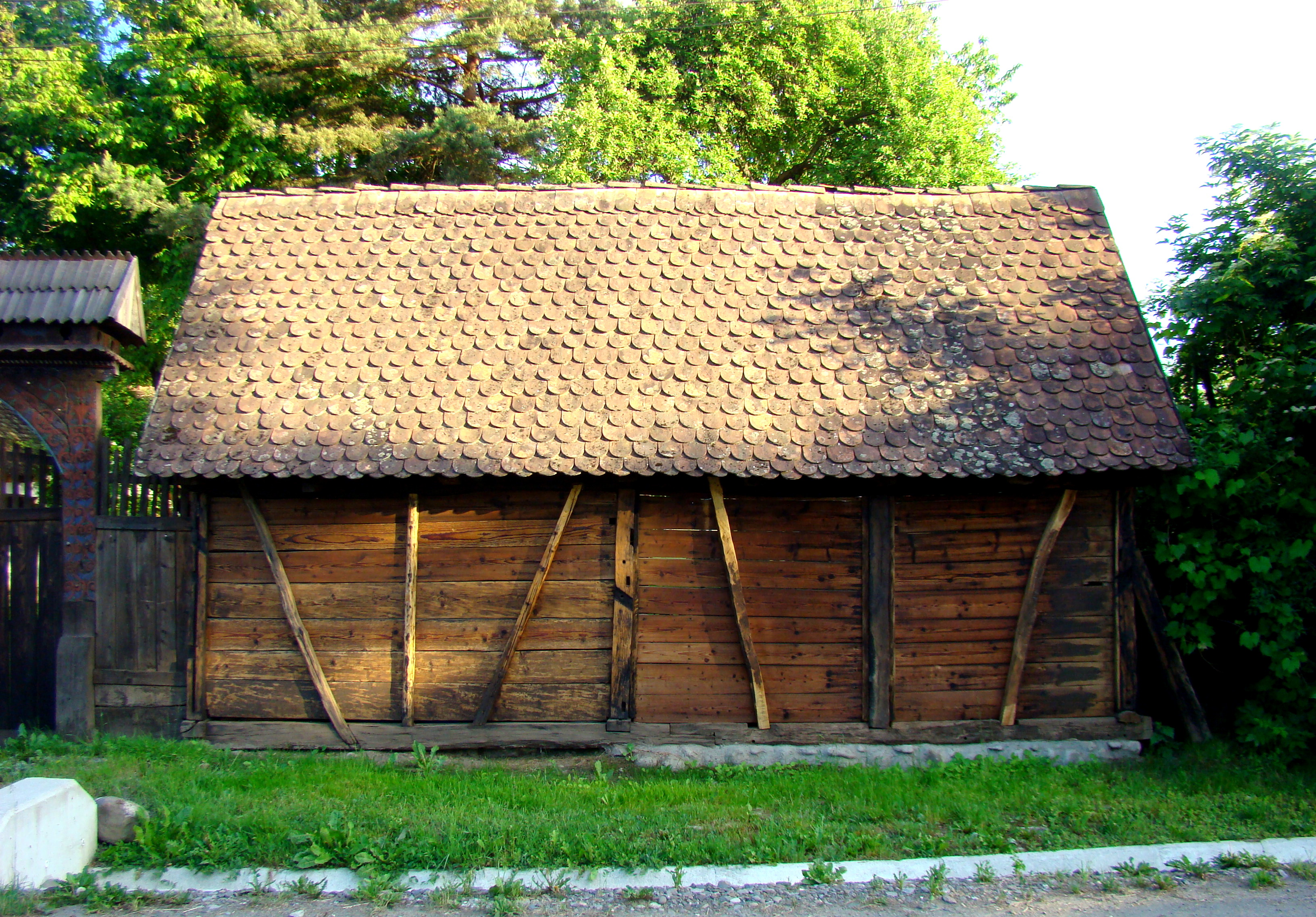
Șură specifică Văii Nirajului (Casa Angi)
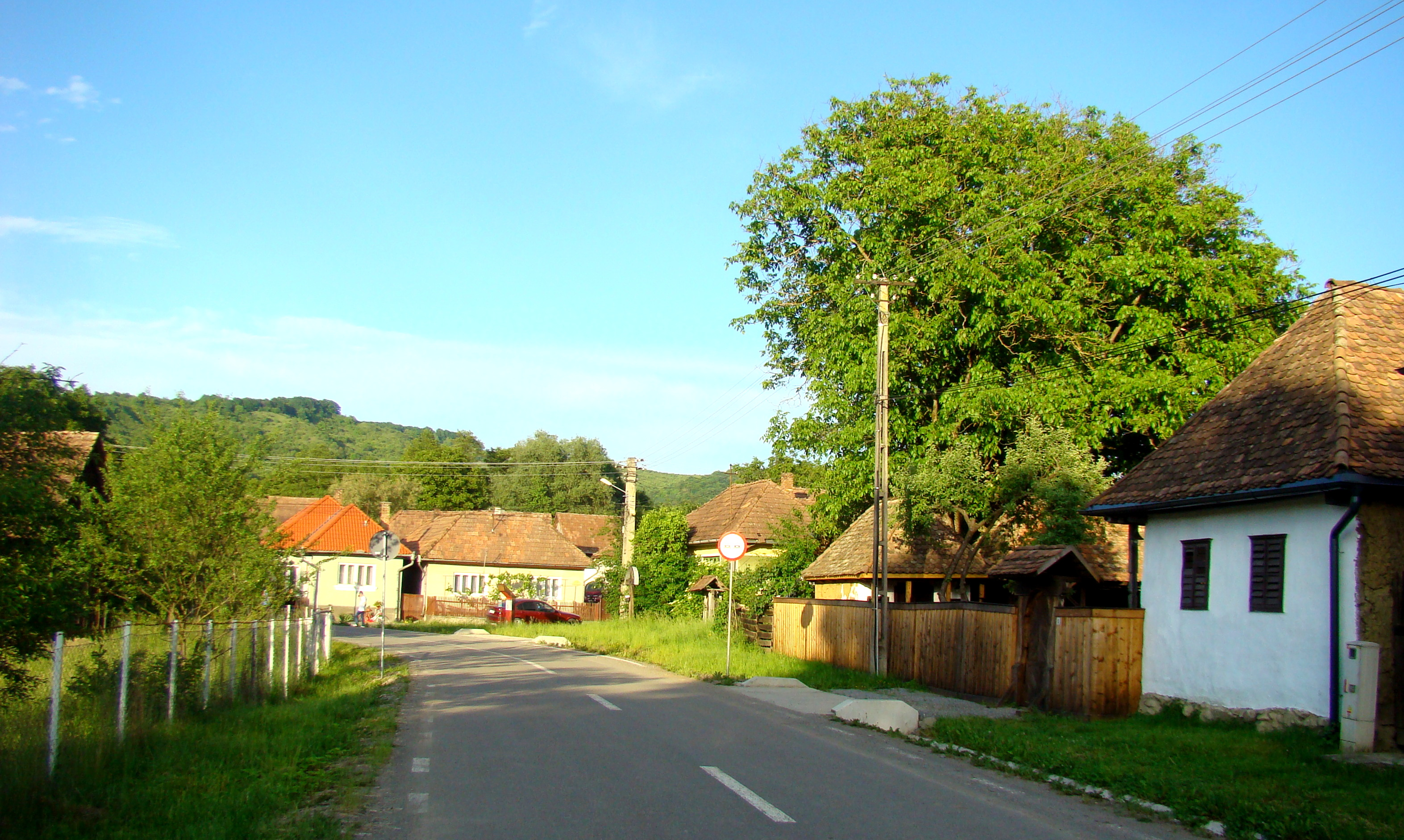
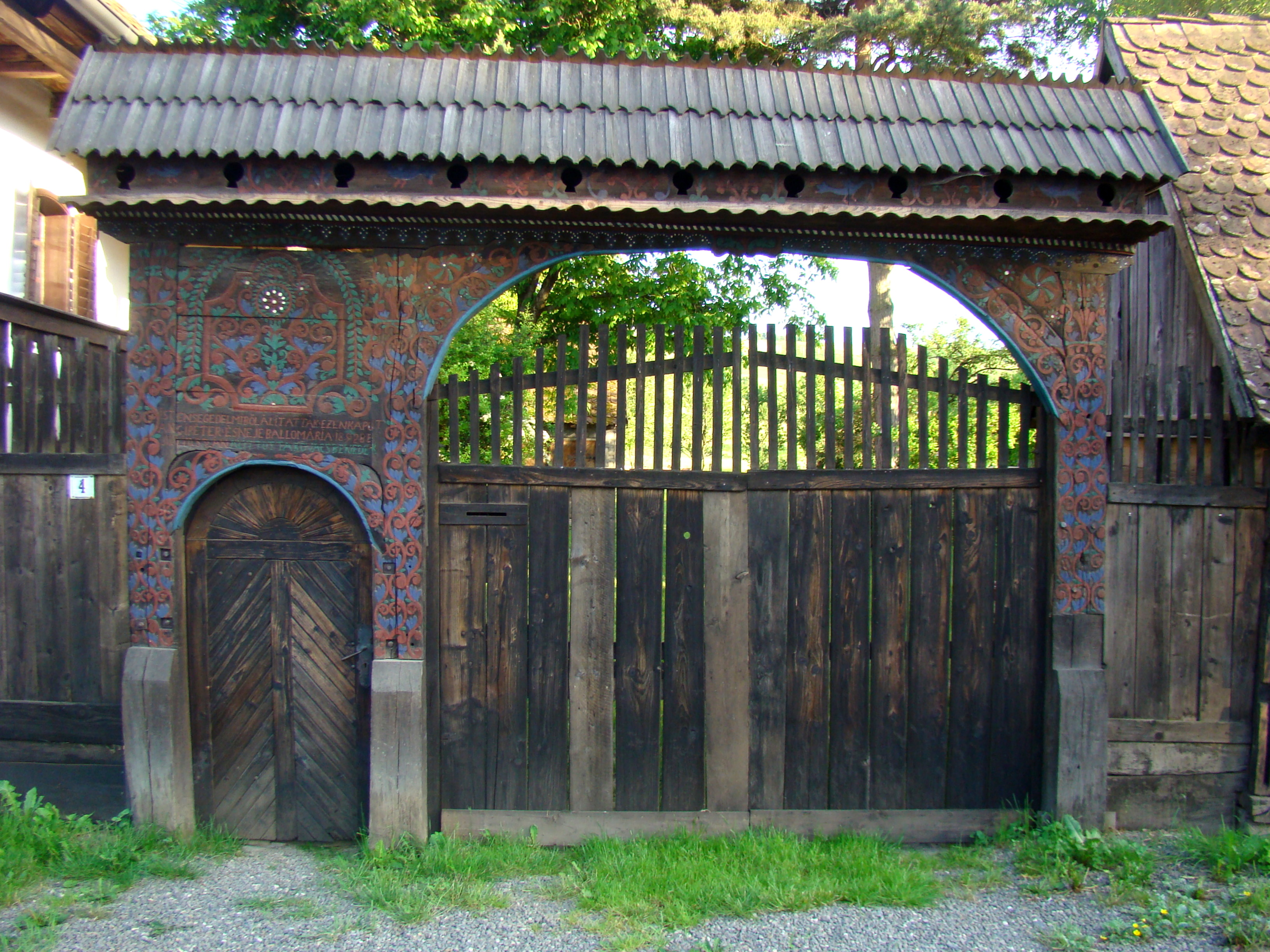
Poartă tradițională (1892)
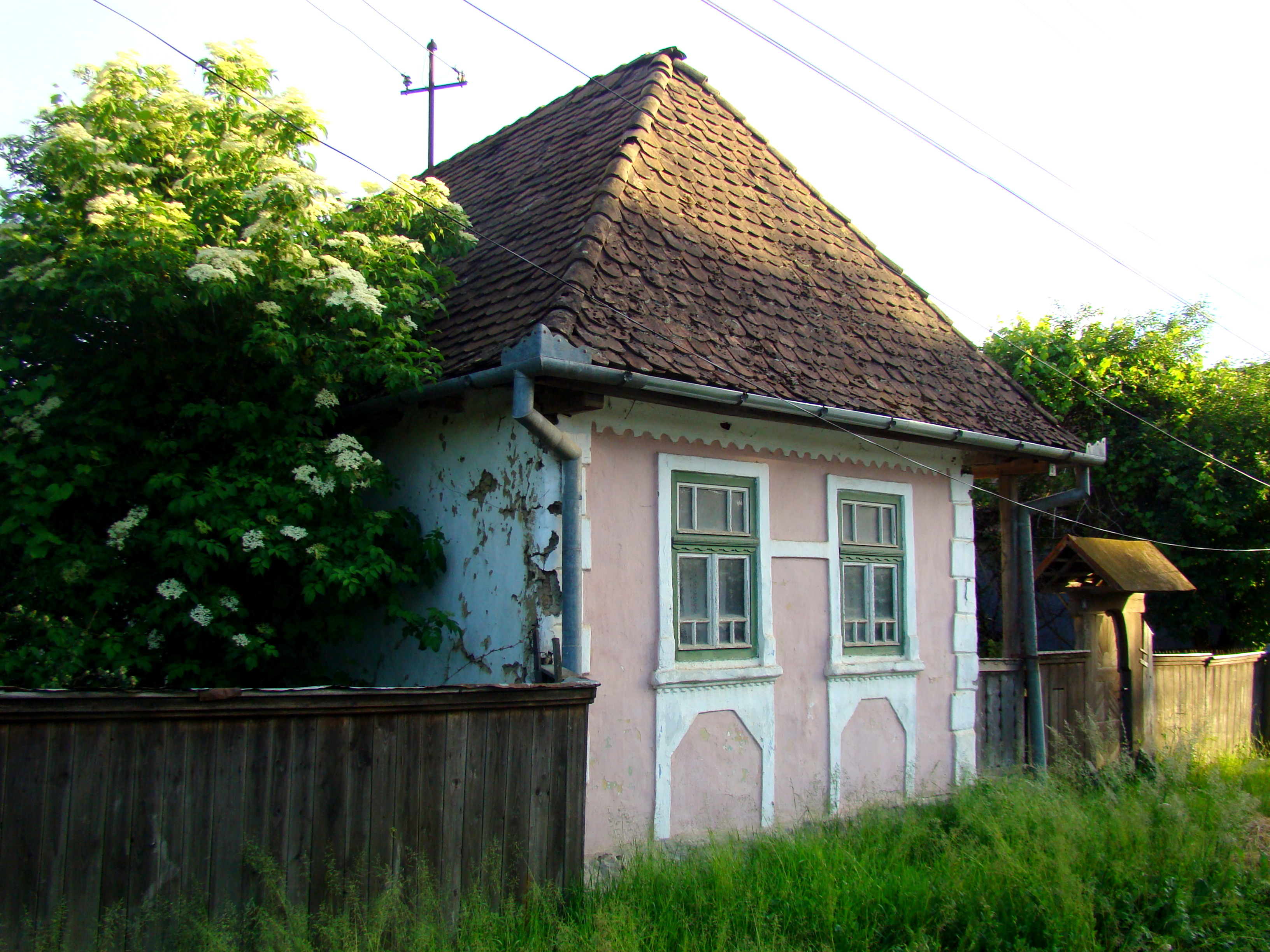
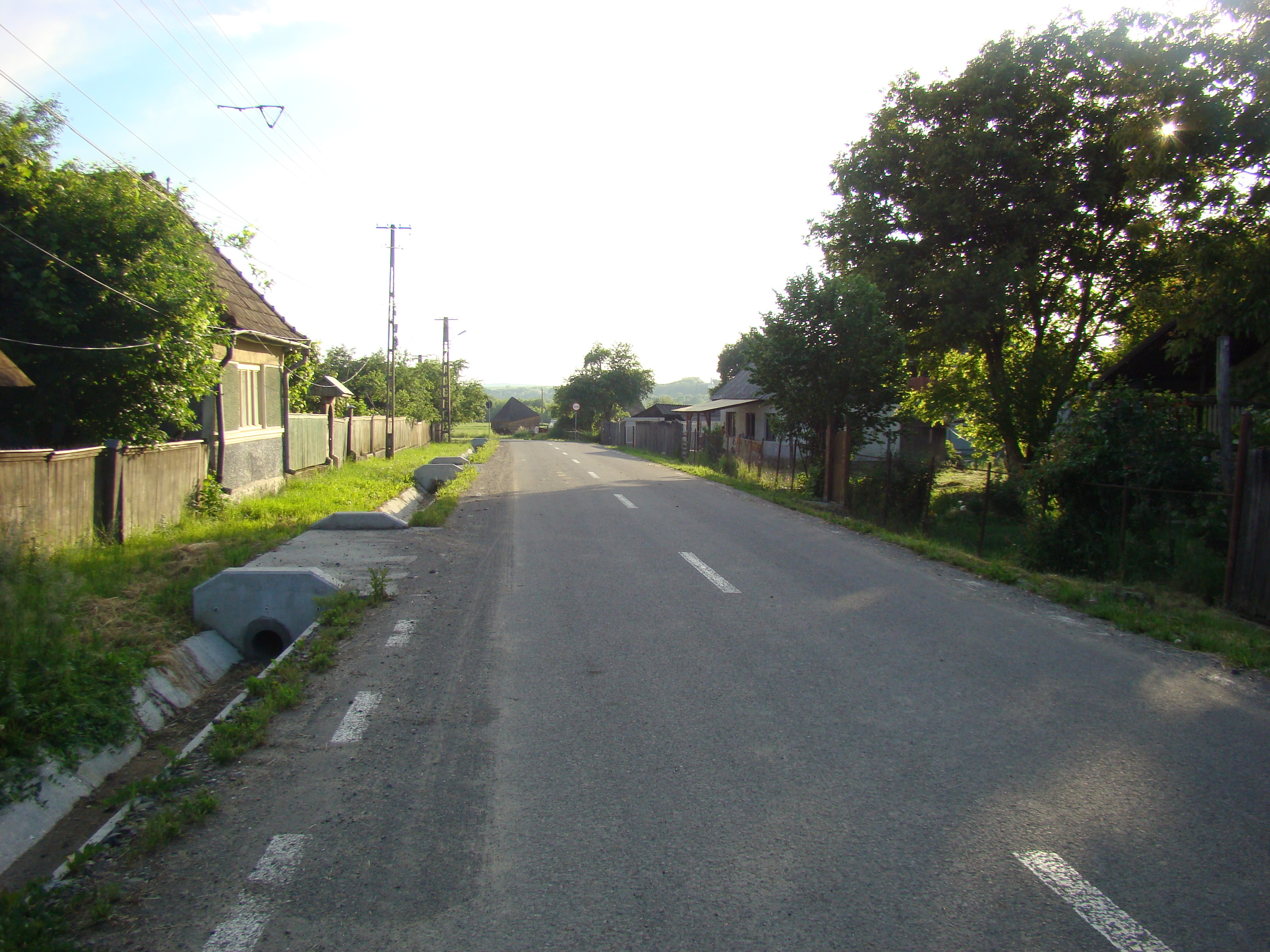
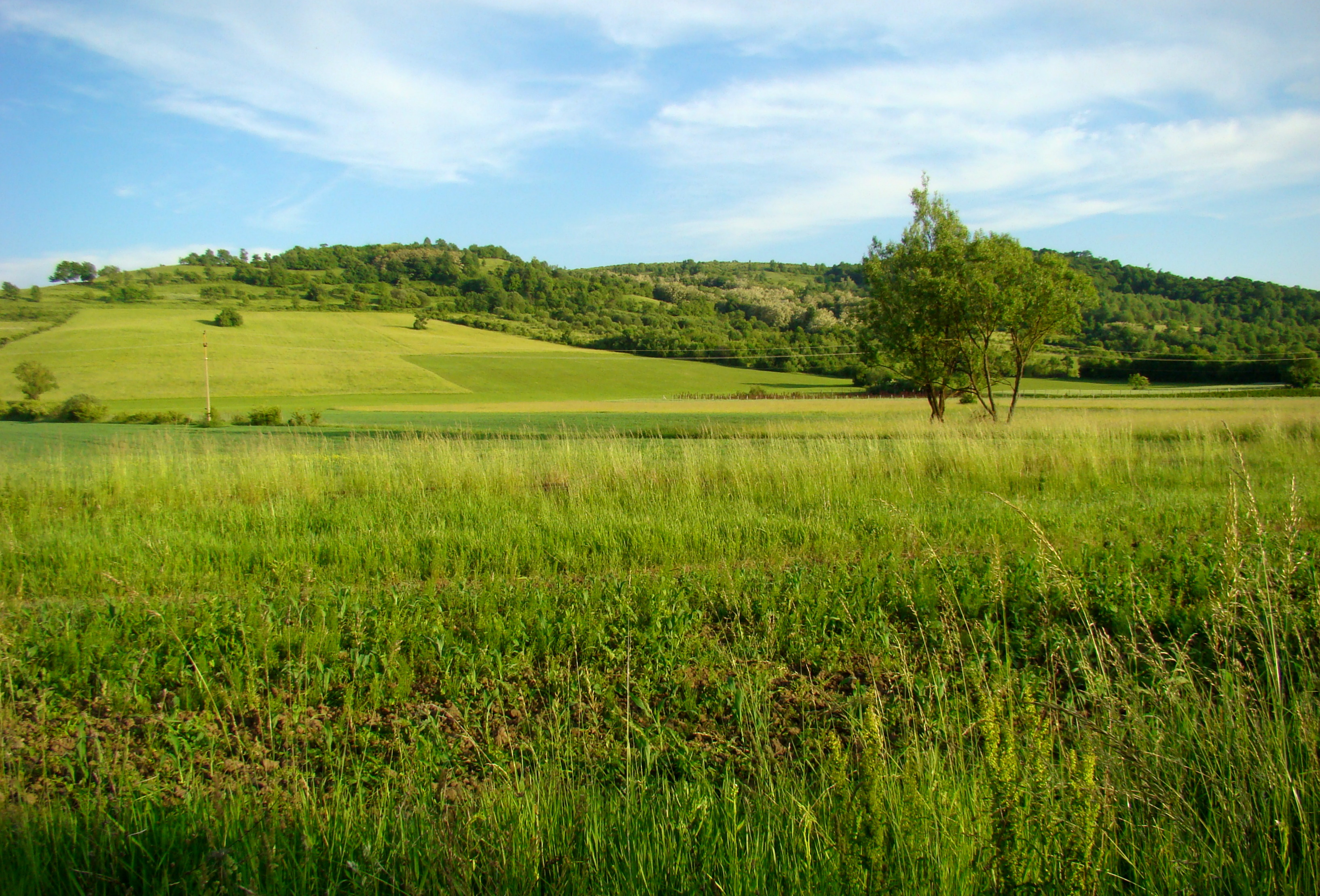
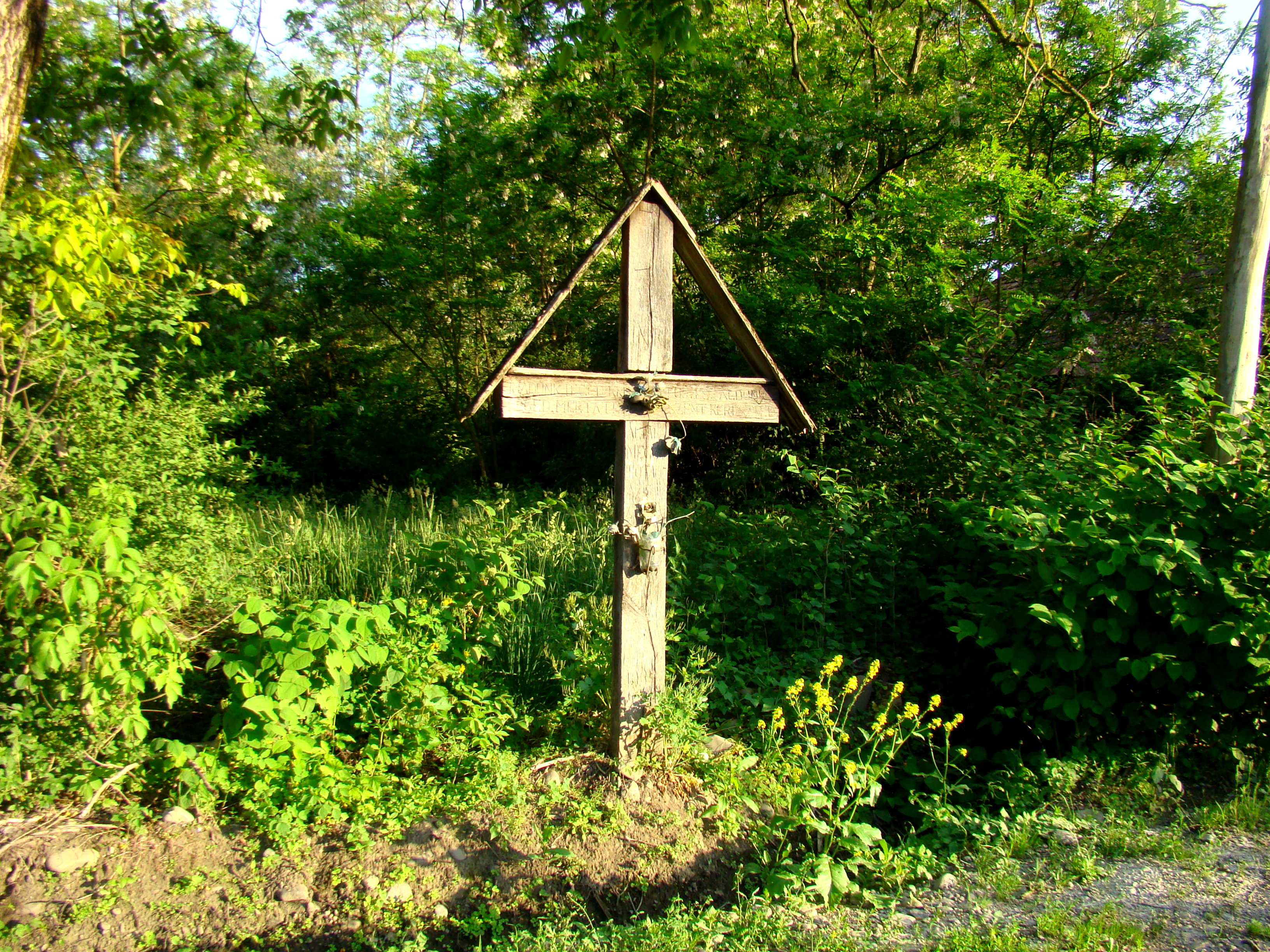
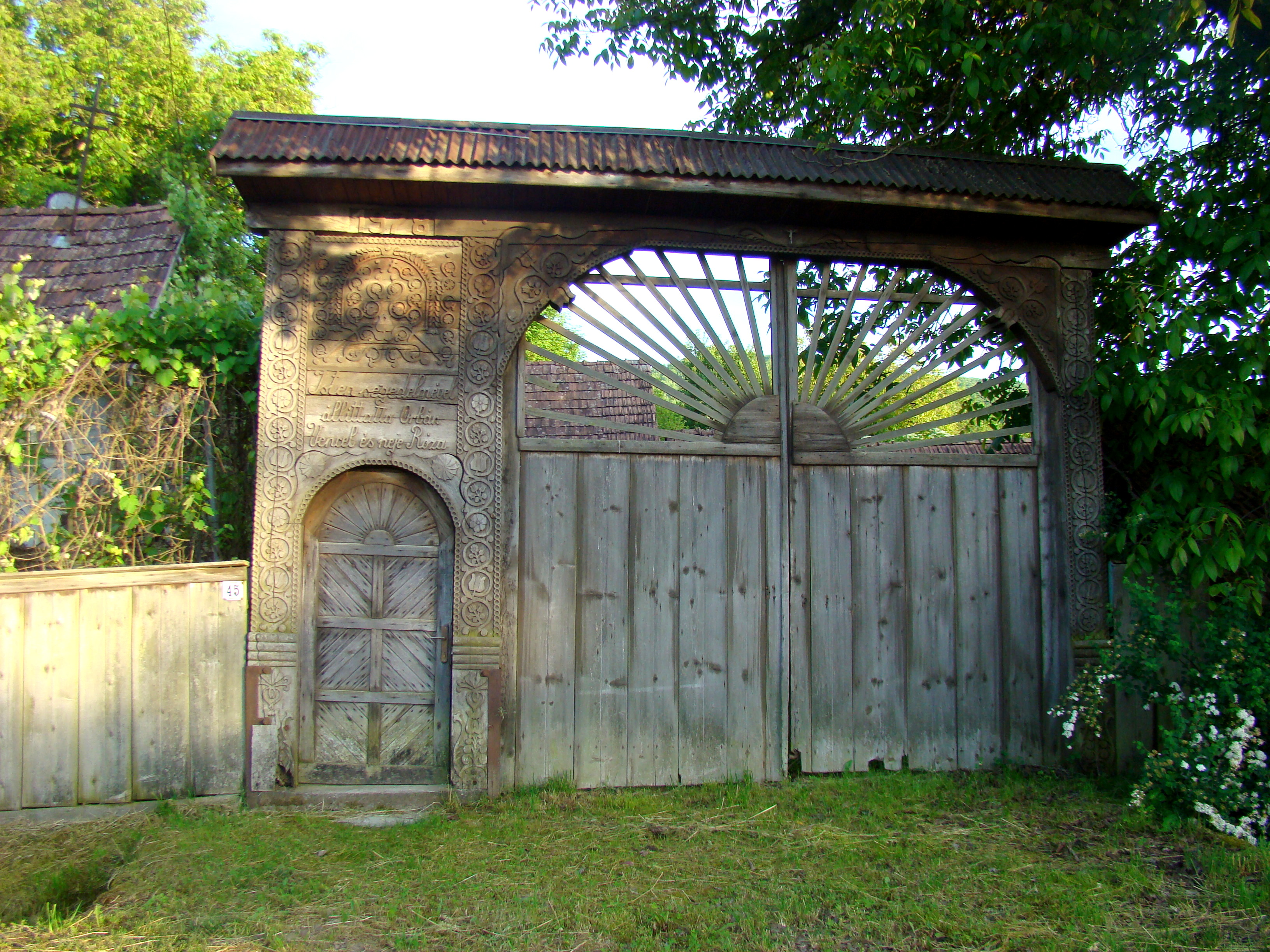
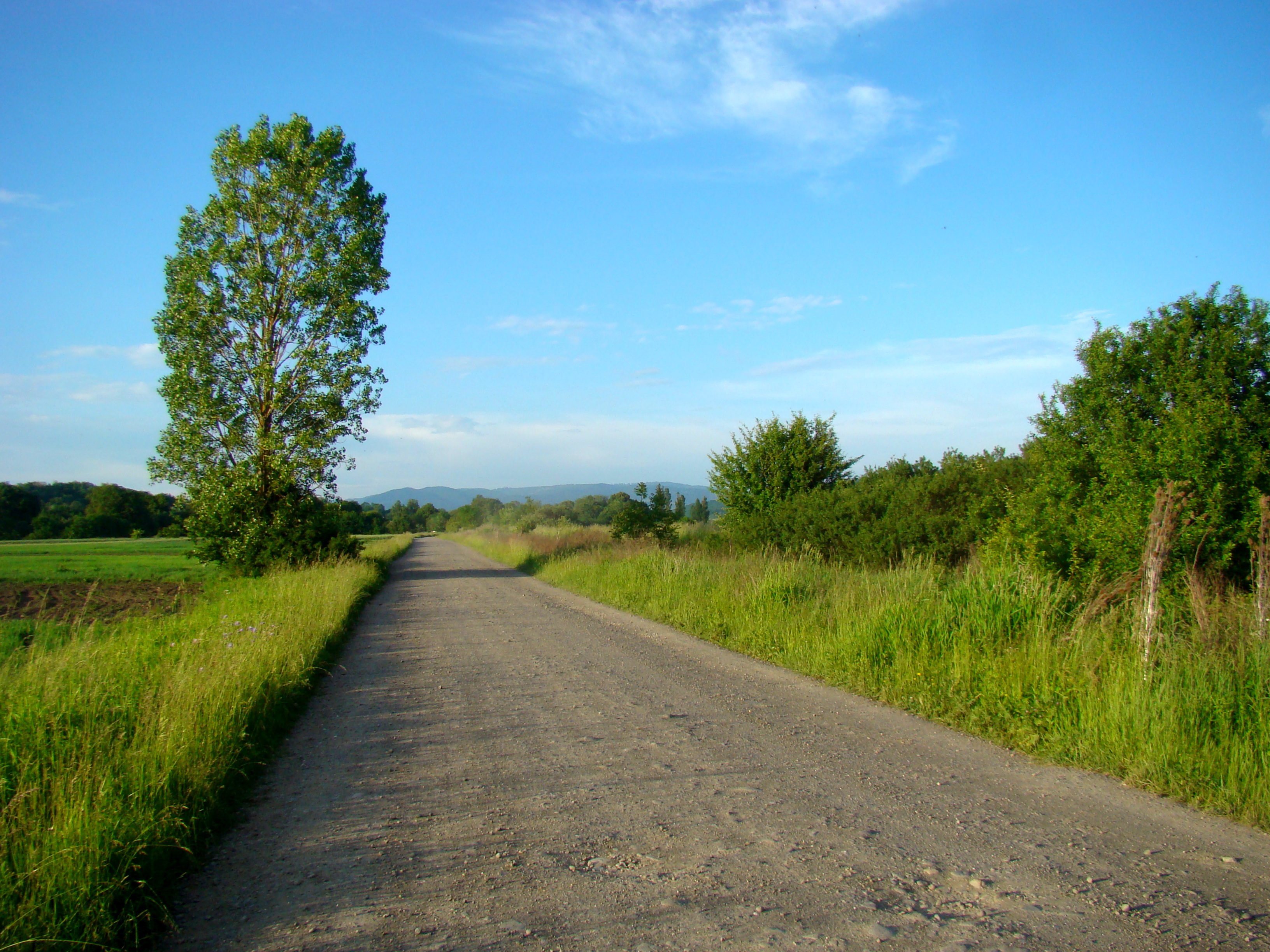
Drumul Călugăreni-Grâușorul
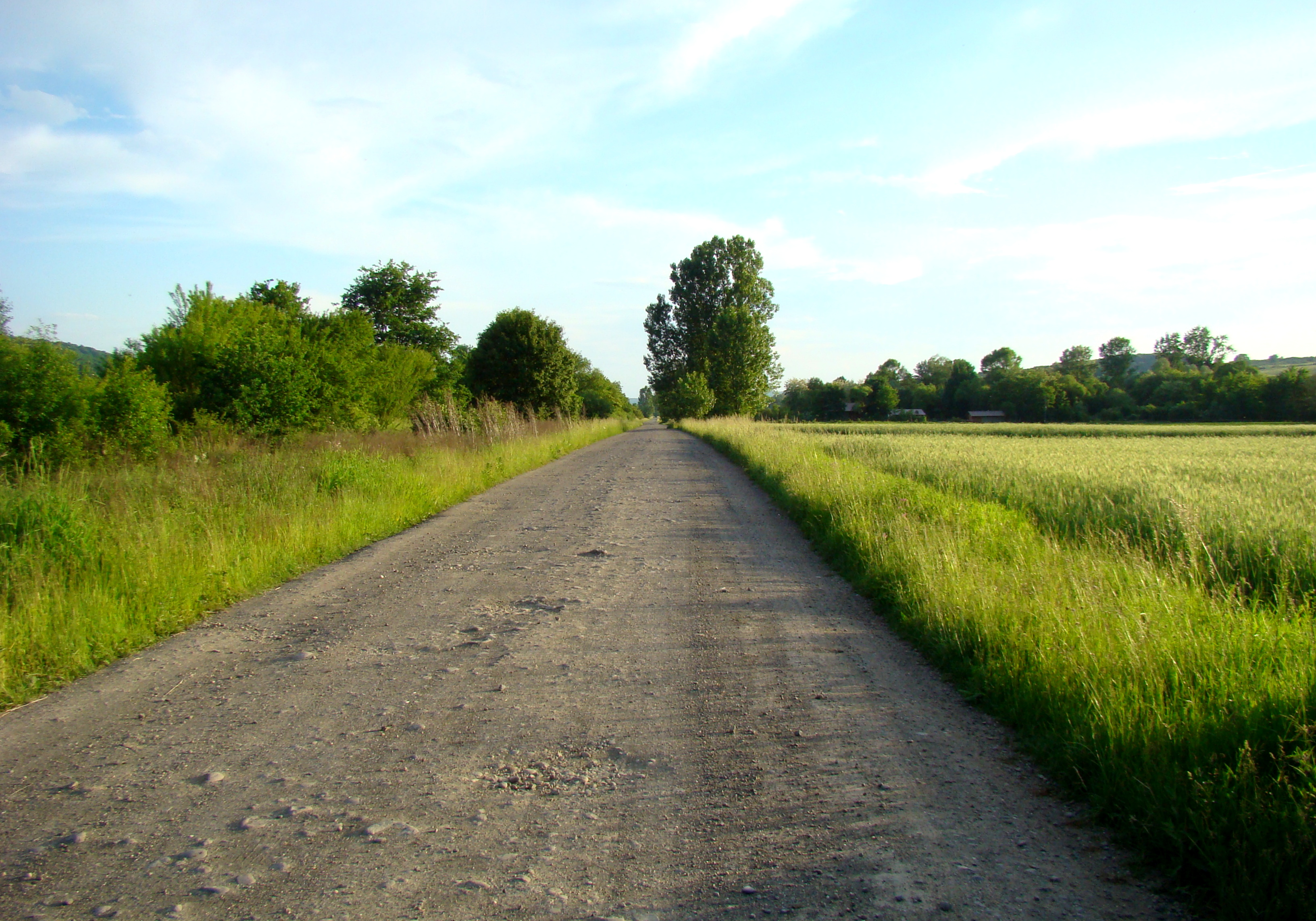
Drumul Călugăreni-Grâușorul